# Bayerische Armee

Fahne der Bayerischen Armee

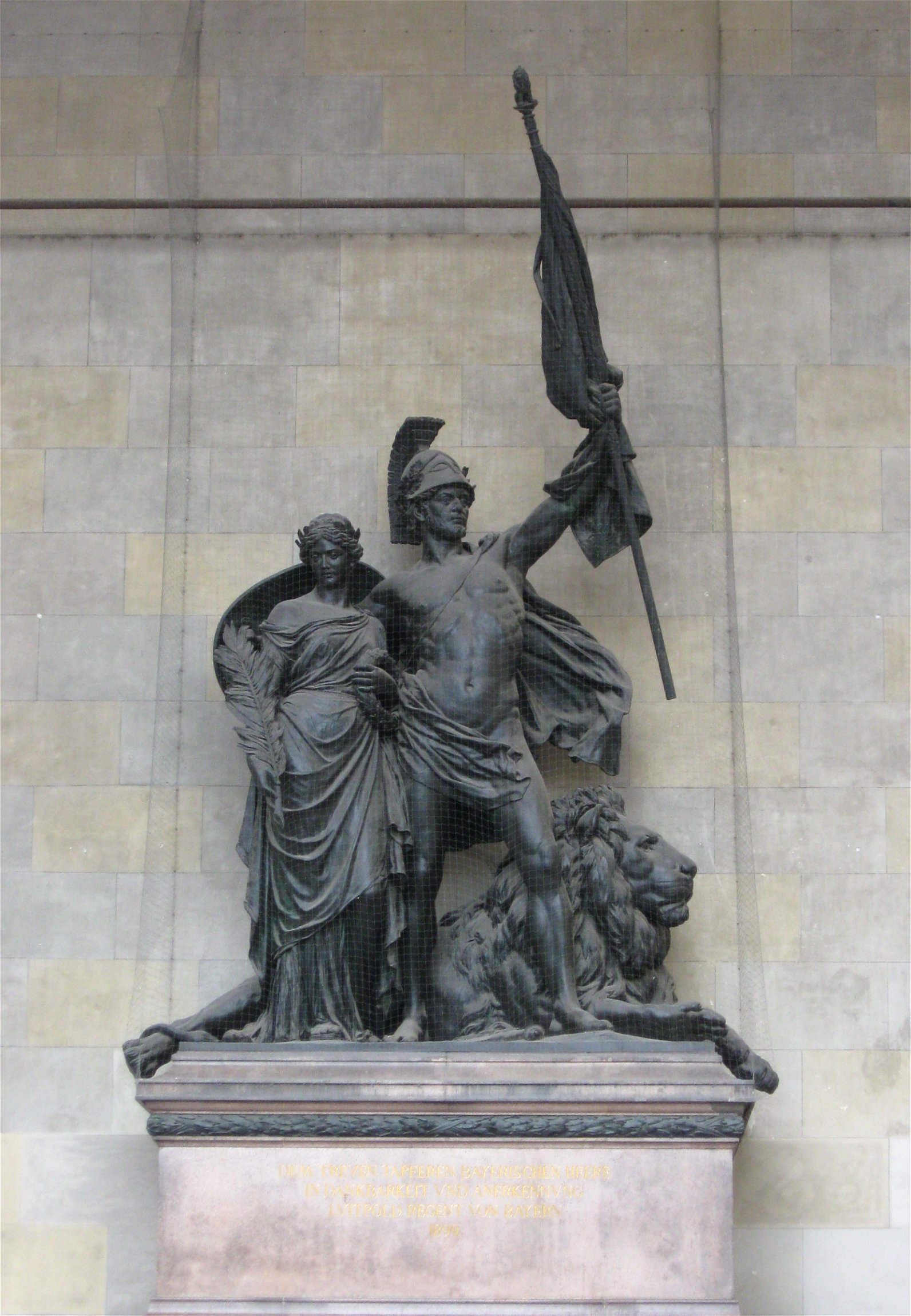
Bayerisches Armeedenkmal in der Feldherrnhalle in München

Die Bayerische Armee war die Armee des Kurfürstentums Bayern und ab 1806 des Königreichs Bayern. Sie existierte als stehendes Heer von 1682 bis zum Übergang der Wehrhoheit von Bayern auf das Deutsche Reich im Jahre 1919.
Auch wenn die bayerischen Streitkräfte hinsichtlich ihrer Größe nie mit den Armeen der europäischen Großmächte konkurrieren konnten, verschafften sie den Wittelsbachern genügend Handlungsspielraum, um die Mittelmacht Bayern im Rahmen einer effektiven Bündnispolitik vom territorial zerrissenen Kleinstaat zum zweitgrößten Bundesstaat des Deutschen Kaiserreichs nach Preußen zu entwickeln.

## Geschichte

### Kurfürstliche Söldnerheere vor 1682
Vor 1682 hatte Bayern bereits häufig Kriege geführt, unter Maximilian I. (1597–1651), dem Haupt der Katholischen Liga, war Bayern im Dreißigjährigen Krieg eine führende Militärmacht im Reich geworden,
der Kurfürst verfügte aber wie auch anderswo nur über erst bei Bedarf aufgestellte Truppen. Als erster Vorläufer eines Kriegsministeriums wurde schon 1620 von Maximilian I. der sogenannte Hofkriegsrat gegründet. In bayerischen Diensten stehende Feldherren wie Tilly, Pappenheim und Mercy prägten den Krieg im Reich entscheidend mit und unter dem Heerführer Johann von Werth wurde Frankreich selbst angegriffen. Maximilian begrüßte die Friedensverhandlungen auf Reichsebene, die 1635 zum Frieden von Prag führten. Er überließ die Verhandlungen dabei der kaiserlichen Seite, um nicht die notwendigen konfessionspolitischen Zugeständnisse verantworten zu müssen. Die Kurwürde Maximilians sowie dessen Besitz der Ober- und Unterpfalz wurden bestätigt. Allerdings wurde das Restitutionsedikt weitgehend zurückgenommen und Maximilian musste die Katholische Liga auflösen. Stattdessen wurde ihm ein Teil der neuen Reichsarmee unterstellt, die Maximilian in der Praxis wie eine bayerische Armee führte, diese aber auch finanzieren musste. Auch im weiteren Verlauf des Krieges spielte er eine bedeutende Rolle und versuchte eine eigenständige Politik teilweise auch gegen den Kaiser im Bündnis mit Frankreich zu betreiben. Im Westfälischen Frieden wurden ihm die Kurwürde und der Besitz der Oberpfalz bestätigt. Nach dem Krieg begann Maximilian mit dem Wiederaufbau seines Landes. Um die finanziellen Mittel dazu zu haben, wurde die Armee so bald wie möglich entlassen.
Unter Kurfürst Ferdinand Maria (1651–1679) wurden Soldaten dann bereits auf Rechnung des Kurfürsten angeworben, nicht mehr auf Rechnung der beauftragten Obersten. Von 1664 an wurde ein neu organisiertes Heer gebildet, dabei wurde beim Eintritt von Offizieren in die kurbayerische Armee die Zugehörigkeit zum katholischen Bekenntnis gefördert. Der Kurfürst selbst verfolgte eine strikte Neutralitätspolitik und hielt sich aus bewaffneten Konflikten heraus, nahm jedoch Subsidien aus Frankreich an, die er in den Ausbau der Armee steckte. Zwischen 1662 und 1664 beteiligte sich Bayern aber mit Hilfstruppen an den Türkenkriegen Österreichs.

### Kurfürstliche Großmachtpolitik 1682 bis 1745

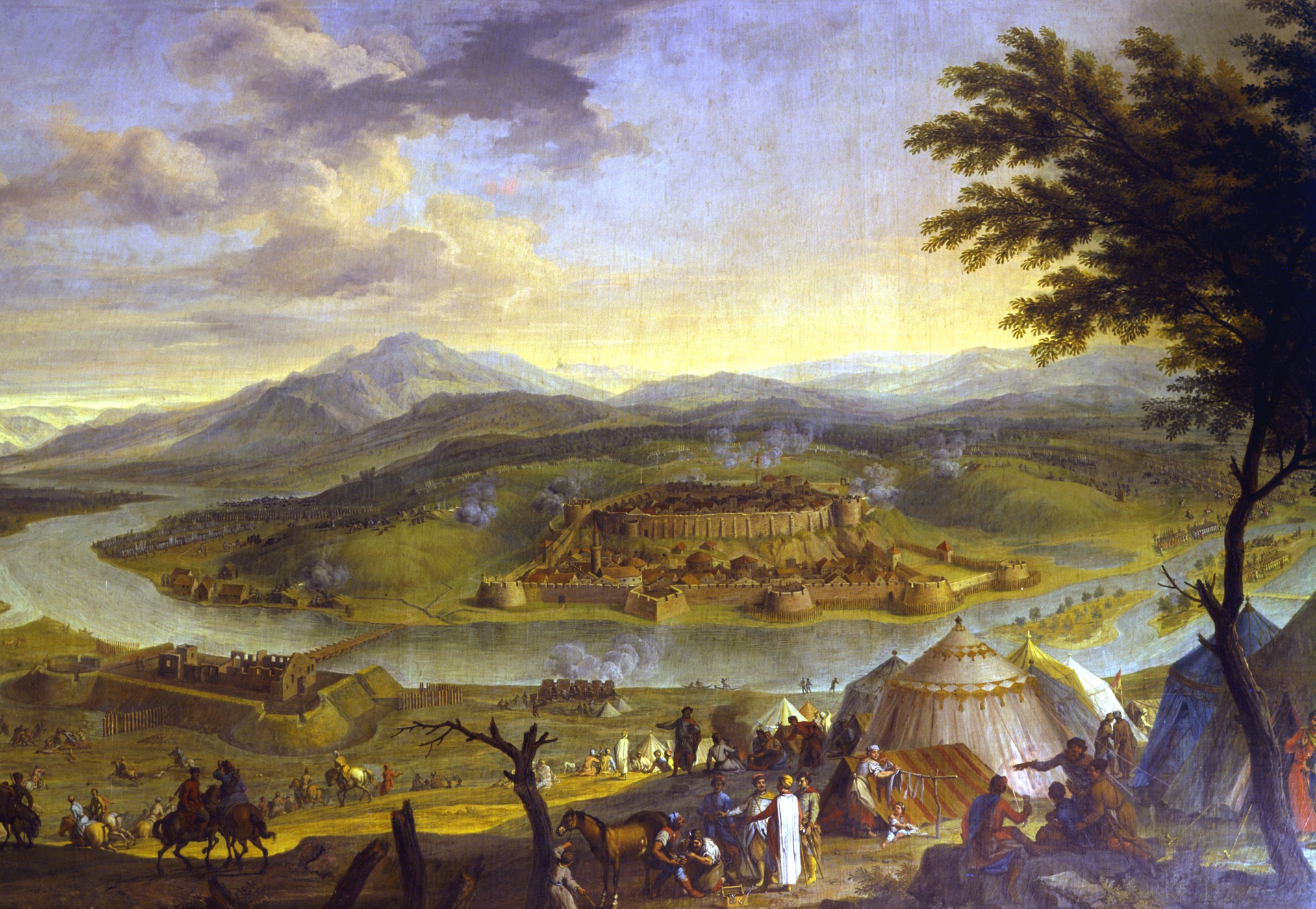
Eroberung der Festung Gran 1683

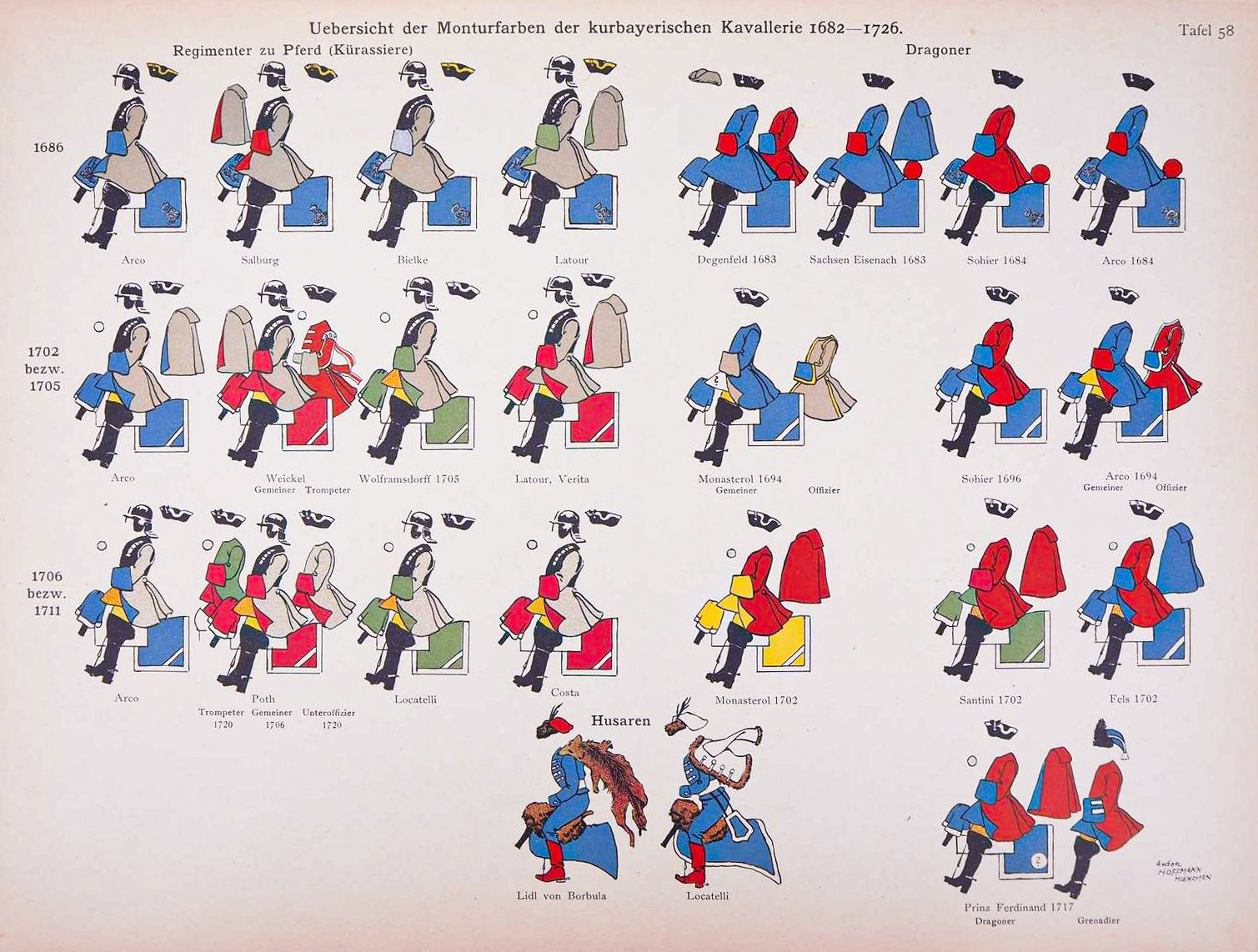
Bayerische Kavallerie-Uniformen 1682–1726 (Farbtafel von Anton Hoffmann)

Aufgrund der Reichskriegsverfassung von 1681 war auch Bayern zur Stellung von Truppen für die Reichsarmee verpflichtet. Die Errichtung eines Stehenden Heeres wurde somit erforderlich, die Verstaatlichung des Kriegswesens war aber auch allgemein ein Element absolutistischer Machtpolitik. Am 12. Oktober 1682 wurden in einem Feldlager bei Schwabing die geworbenen Truppen in bayerischen Dienst genommen. Es wurden sieben Regimenter Infanterie, zwei Regimenter Dragoner und vier Regimenter Kürassiere sowie ein Artilleriekorps aufgestellt. Bereits damals war die mittelblaue Farbe charakteristisch für die Masse der bayerischen Infanterie (ab 1684 für die ganze), während die Kürassiere und Artillerie hellgraue Röcke trugen; Dragoner hatten rote oder blaue Röcke.
Sein noch von seinem Vater angehäufter Staatsschatz machte Kurfürst Maximilian II. Emanuel (1679–1726) sowohl für den römisch-deutschen Kaiser Leopold I. als auch für den französischen König Ludwig XIV. interessant. Zunächst betrieb er wie sein Vater eine Neutralitätspolitik zwischen Versailles und Wien. Die Reunionspolitik Ludwig XIV. führte zur Annäherung an den Kaiser. Beide Seiten schlossen 1683 vor dem Hintergrund der Türkengefahr und der expansiven Politik Frankreichs ein Verteidigungsabkommen, das kurze Zeit später um ein Militärabkommen ergänzt wurde.
Als die Türken im Großen Türkenkrieg 1683 Wien belagerten, kam der bayerische Kurfürst dem Kaiser militärisch mit etwa 11.000 Soldaten zu Hilfe. Mit bayerischer Beteiligung gelang es Kaiser Leopold I. und dem polnischen König Sobieski, Wien von den Türken zu befreien (12. September). Er war einer der wenigen Fürsten, die sich persönlich an der Schlacht beteiligten. Auch nach der Befreiung Wiens kämpften Maximilian Emanuel und die bayerischen Truppen im Großen Türkenkrieg. Das Heer zeichnete sich in der Folge insbesondere bei der Eroberung Belgrads im Jahr 1688 aus. Danach deckte der Kurfürst die Rheingrenze gegen Frankreich und wurde schließlich Generalstatthalter der Spanischen Niederlande. Der Kurfürst nahm weiterhin, als letzter Monarch in Bayern, auch selbst als Befehlshaber an den Schlachten teil.
Im Spanischen Erbfolgekrieg focht Bayern in Folge der Bayerischen Diversion auf der Seite Frankreichs. Die Zusammensetzung des Heeres war 1701 im Wesentlichen die gleiche wie in den Türkenkriegen, nur dass jetzt je drei Regimenter Kürassiere und Dragoner bestanden. Obwohl das Kurfürstentum Bayern damals gerade einmal 1,1 Millionen Einwohner hatte, unterhielt Max Emanuel eine Armee von 27.000 Mann. Im Sommer 1703 kam es zum Bayrischen Rummel in Tirol. Im September 1703 gewann Max Emanuel die Erste Schlacht bei Höchstädt mit den Franzosen unter Claude-Louis-Hector de Villars gegen die Kaiserliche Armee und Preußen. Im Juli 1704 verloren dann Max Emanuels Generale Maffei und Arco die Schlacht am Schellenberg. Danach bot die Haager Große Allianz des Kaisers mit England und den Vereinigten Niederlanden mit Eugen von Savoyen und dem Herzog von Marlborough ihre besten Feldherren gegen Bayern und Frankreich auf. Nach der verheerenden Niederlage in der Schlacht von Höchstädt im Folgemonat war das bayerische Heer faktisch aufgelöst, geringe Reste kämpften jedoch bis Kriegsende, so in der Schlacht bei Ramillies. Bayern wurde von den Österreichern besetzt, eine Volkserhebung, geführt durch die Bayerische Landesdefension, wurde in der Sendlinger Mordweihnacht und der Schlacht von Aidenbach blutig niedergeschlagen. 1715 konnte der Kurfürst die Herrschaft in Bayern wieder übernehmen und baute die Armee sogleich wieder auf. Schon im Frühjahr 1716 bot Max Emanuel dem Kaiser Truppenhilfe für den neuen Krieg gegen die Türken an, worauf Wien im Folgejahr auch einging.
1738/39 sandte der bayerische Kurfürst dann zur Unterstützung des Kaisers wie bereits 1717 nochmals ein starkes bayerisches Hilfscorp für den Kaiser in den Türkenkrieg, das dann prompt hohe Verluste erlitt. Da der französische Regent André-Hercule de Fleury Subsidien für Bayern aber auch für das von bayerischen Wittelsbachern regierte Kurköln reduziert hatte, konnte der bayerische Kurfürst sein künstlich aufgeblähtes Heer von mittlerweile über 40.000 Mann nicht aufrechterhalten. So kam man in München auf die Idee, dem Kaiser ein Truppenkontingent für den ungarischen Kriegsschauplatz zu überlassen, um wenigstens einen Teil des Heeres auf Kosten Wiens unterzubringen. Im für die Habsburgermonarchie katastrophal verlaufenden Türkenkrieg der Jahre 1736–1739 wurden die bayerischen Regimenter dann fast vollständig aufgerieben.

Beim überraschenden Tod Kaiser Karls VI. im Oktober 1740 war Kurfürst Karl Albrecht (1726–1745) daher weder militärisch noch finanziell darauf vorbereitet, die sich bietende Gelegenheit für sein Haus zu nutzen. Im Gegensatz zum preußischen König Friedrich II., der gestützt auf einen Staatsschatz sowie eine große und schlagkräftige Armee eigenständig handeln und sofort zuschlagen konnte, musste der bayerische Kurfürst warten, bis sein französischer Protektor endlich bereit war in einen Krieg um das österreichische Erbe einzutreten. Der Versuch des bayerischen Kurfürsten, im Österreichischen Erbfolgekrieg die Kaiserkrone zu erlangen, war zwar erfolgreich, endete jedoch abermals mit mehrfacher Besetzung Bayerns durch Österreich. Nach Anfangserfolgen hatte Bayerns mit Frankreich, Sachsen und Preußen verbündete Armee unter dem Befehl von Ignaz von Törring unglücklich agiert, die Lage besserte sich zeitweise, nachdem Friedrich Heinrich von Seckendorff in den Dienst des neuen Kaisers getreten war. 1742–45 wurden die kurbayerischen Truppen selbst zur Kaiserlichen Armee, was auch durch neue Fahnen mit kaiserlichem Doppeladler und goldenen Abzeichen propagiert wurde. Der Wittelsbacher Kaiser Karl VII. starb am 20. Januar 1745. Mit dem Tod Karls VII. endete das kurze frühneuzeitliche Kaisertum des Hauses Wittelsbach und damit auch der Versuch, Kurbayern aus dem Rang einer Mittelmacht herauszuheben.

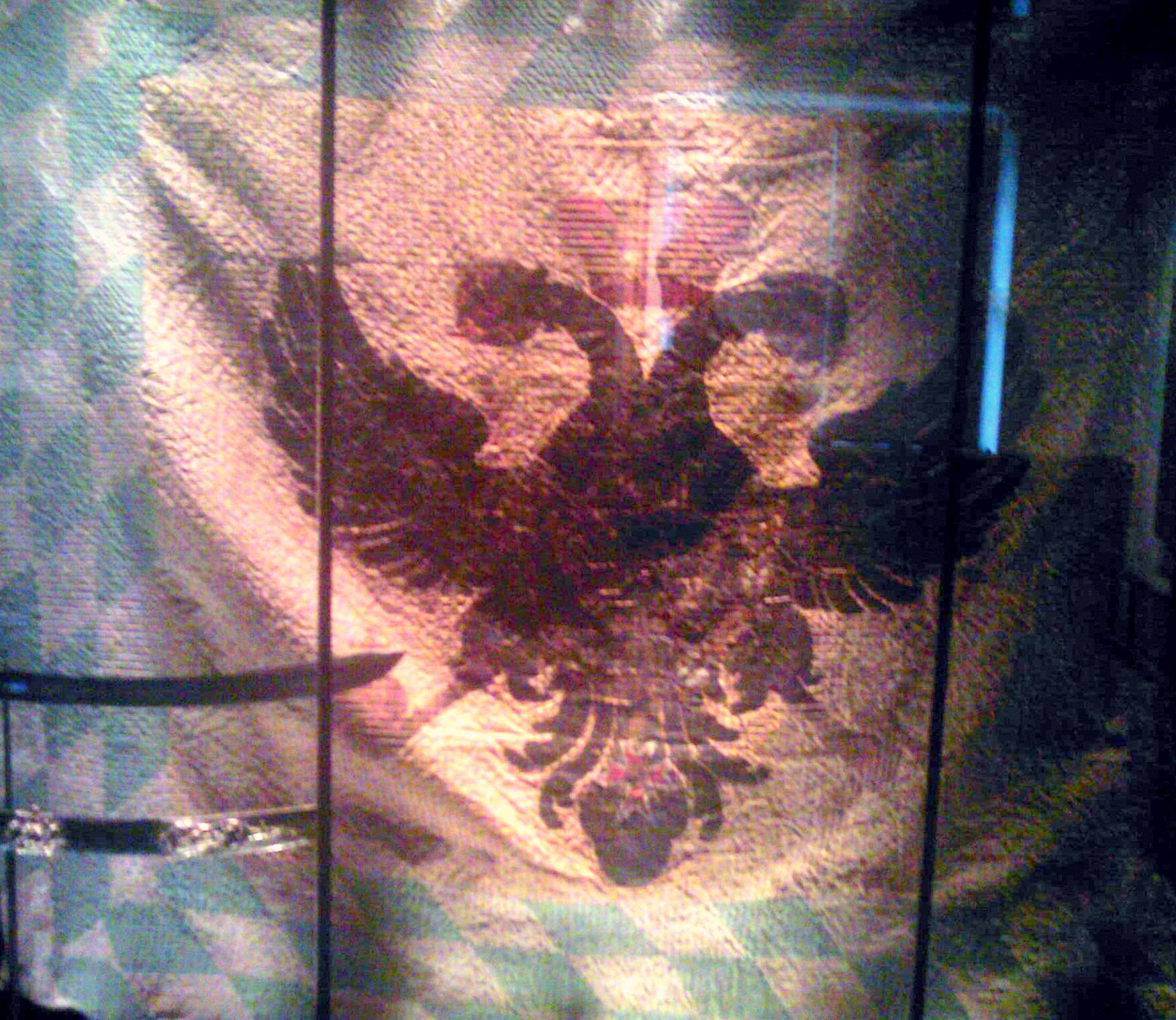
Eine kaiserlich bayerische Fahne 1745: Der Kaiseradler auf goldenem Grund wurde auf die kurbayerische Fahne aufgenäht. Musée de l’Armée, Paris

### Kurbayern und Kurpfalzbayern von 1745 bis zum Zweiten Koalitionskrieg 1799
Bayern schied im Frühjahr 1745 nach der Schlacht bei Pfaffenhofen aus dem Krieg aus und gab seine Großmachtpolitik endgültig auf. Das Heer wurde daher in der Folge vernachlässigt und rigide Sparmaßnahmen machten auch vor ihm nicht Halt. Zu Beginn des Siebenjährigen Krieges, an dem sich Kurfürst Maximilian III. Joseph (1745–1777) nur widerwillig gegen Preußen beteiligte, bestand das Heer aus acht Infanterie-, zwei Dragoner- und drei Kürassierregimentern, sowie einer Brigade Artillerie. Noch 1757 wurde eines der Kürassierregimenter aufgelöst und auf andere Regimenter verteilt. Bei den Dragonern war nur eine Kompanie je Regiment beritten. Infanterie-Regimenter bestanden aus zwei Bataillonen mit vier Füsilierkompanien (je 130 Mann) und einer Grenadierkompanie (100 Mann) sowie zwei 4-Pfünder-Bataillonsgeschützen. Die nominelle Stärke von rund 1800 Mann je Regiment wurde im Feld nie erreicht. Das Leib-Regiment hatte drei Bataillone, von denen allerdings nur zwei im Feld standen. Für Aufgaben der Feldpolizei bestand ein winziges Husarenkorps. Zehn Bataillone Infanterie wurden Habsburg im Rahmen der Verpflichtungen für die Reichsarmee zur Verfügung gestellt. Sie kämpften glücklos 1757 bei Schweidnitz, Breslau und Leuthen, sowie 1758 bei Troppau, Olmütz und Neiße.
Infolge der Vereinigung von Kurbayern mit der Kurpfalz und den niederrheinischen Herzogtümern Jülich und Berg unter der Pfälzer Linie der Wittelsbacher mit Kurfürst Karl Theodor (1777–1799) im Dezember 1777 wuchs die Infanterie um acht Regimenter und übernahm von den Pfälzern ein helleres Blau als Rockfarbe. Der aufgrund der Vereinigung ausgebrochene, hauptsächlich von Versorgungsproblemen geprägte und daher auch Kartoffelkrieg genannte Konflikt des Bayerischen Erbfolgekrieges verlief auch für das bayerische Heer weitgehend ereignislos. 1785 wechselte die Uniform der Infanterie zur Grundfarbe Weiß, die Kürassiere legten den Harnisch ab.
Zum Zeitpunkt der Vereinigung der Reichsteile 1788 hatte Gesamt-Bayern rund 2½ Millionen Einwohner. Das stehende Heer umfasste 5678 Mann Infanterie, 1220 Kavalleristen und 310 Artilleristen. Es gab 18 Regimenter, die eigene Namen trugen und, bis auf das gemischte Leibregiment, jeweils in einem der beiden Reichsteile rekrutierten. Ihre Sollstärke war jeweils um 1005–1013 Mann gegliedert in je 2 Bataillone mit zehn Kompanien.
Bis zum Winter 1793/94 konnte Karl Theodor seine Lande aus dem beginnenden Krieg mit Frankreich heraushalten. Das Zusammengehen von Österreich und Preußen im Bund gegen Frankreich stellte jedoch nun sowohl für Kurbayern als auch für Jülich und Berg wegen der alten Erbansprüche der beiden deutschen Großmächte eine Gefahr dar. 1794 wurde im Zuge des Ersten Koalitionskrieges, in dem Kurpfalzbayern dann unter Generalleutnant Ysenburg auf der Seite der Koalition kämpfte, das Herzogtum Jülich von französischen Truppen besetzt, wenig später dann faktisch der linksrheinische Teil der Kurpfalz infolge der französischen Besetzung vom rechtsrheinischen Teil abgetrennt. Das im Ersten Koalitionskrieg abzustellende Kontingent bestand anfangs aus 4 Bataillonen mit zusammen 2054 Mann. 1796 waren französische Revolutionsheere bis in die Oberpfalz und an die Isar vorgestoßen. Karl Theodor hatte mit Wien ein Bündnis geschlossen, das die Verteidigung Bayerns durch die österreichische Armee zum Inhalt hatte. Im Sommer 1796 wurde München von französischen Truppen bombardiert, Karl Theodor und sein Hofstaat hatten sich im August derweil in Lockwitz in Sachsen in Sicherheit gebracht. In München wurde ein Regentschaftsrat unter den Freiherrn Hertling und Weichs sowie Graf Törring eingerichtet. Die Politik des Kurfürsten lavierte zwischen Österreich und dem revolutionären Frankreich. Der am 7. September 1796 geschlossene Vertrag von Pfaffenhofen sah das Ausscheiden der bayerischen Armee aus der Koalition vor. Der Austritt Bayerns aus der Koalition mit dem Waffenstillstand von Pfaffenhofen schwächte zunächst die österreichische Stellung. Das wechselnde Kriegsglück, Erfolge der Österreicher und der rasche Rückzug der französischen Truppen über den Rhein erlaubten es Karl Theodor schließlich, dem harten Waffenstillstandsvertrag von Pfaffenhofen nachträglich die Anerkennung zu versagen. Tatsächlich wurden während des Zweiten Koalitionskrieges im November 1798 durch den Vertrag von München die bayerischen Truppen in die Armee des Kaisers eingegliedert.

### Rumfordsche Reform und Revolutionskriege (1789 bis 1799)

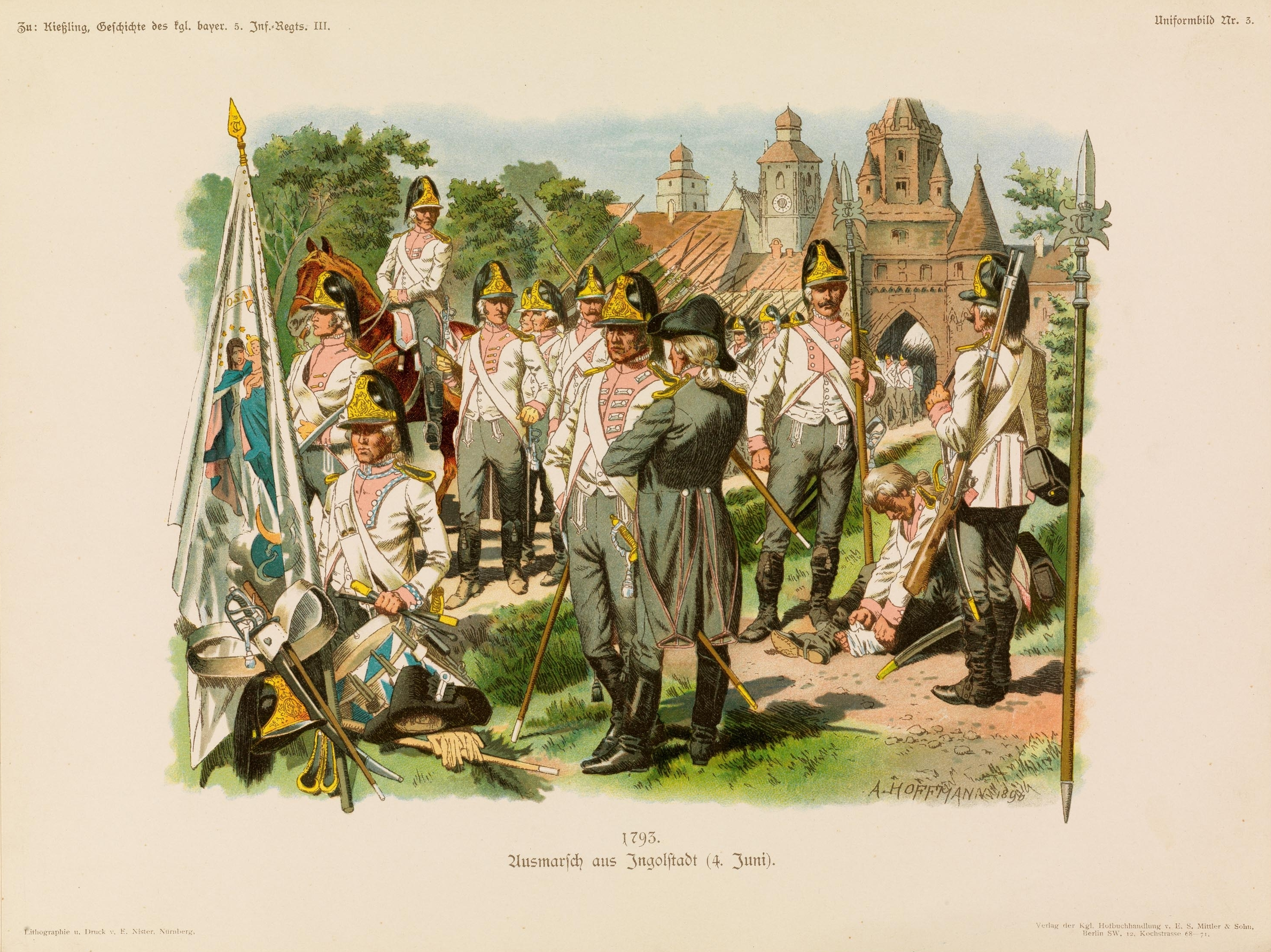
Ausmarsch des kurbayerischen Infanterieregiments Morawitzky im Jahr 1793 aus der Festung Ingolstadt (Lithografie von Anton Hoffmann 1896)

Die dringend notwendig gewordenen Reformen fanden bereits 1789–91 unter der Leitung Graf Rumfords statt. Die massive Aufrüstung war getrieben von der Angst der europäischen Aristokratie vor der bourgeoisen Revolution in Frankreich 1789 und ihren Nachwirkungen. Das Jahr 1790 brachte eine grundlegende Reform des bayerischen Heeres: Alle Feldtruppen erhielten eine Uniform einheitlichen Schnittes und statt des Hutes einen Lederhelm mit Rosshaarschweif. Dieser wurde nach dem damaligen Kriegsminister und Urheber der Reform „Rumford-Kaskett“ genannt. Das reorganisierte Heer sollte eine Friedenspräsenzstärke von 35.000 (1.216 pro Regiment), im Kriege 37.000 Mann (1.456 pro Regiment) haben. Die entsprechende Verordnung wurde am 18. September 1789 erlassen. Die Gliederung bestand am 1. Januar 1790 aus
- 2 Regimentern Jäger (je 2 Bataillone mit 8 Kompanien),
- 4 Regimentern Grenadiere (je 2 Bataillone),
- 14 Regimentern Füsiliere (je 2 Bataillone),
- 1 Garnisons-Regiment (1 Bataillone),
- 1 Artillerie-Regiment,
- 2 Regimentern Kürassiere (je 4 Squadronen),
- 2 Regimentern Chevauleger (je 4 Squadronen),
- 2 Regimentern Dragoner (je 4 Squadronen),

Dazu richtete man eine Akademie ein. Die Dienstverpflichtung wurde von sechs auf acht Jahre verlängert, der Sold erhöht. Theoretisch war der Aufstieg von Mannschaften zum Offizier möglich. Der Stab eines Regiments bestand aus 16 Personen: dem Kommandeur (Oberst), einem Stellvertreter (Oberstleutnant), je 2 Majoren, Adjudanten und Junkern (Kadetten), dazu einem Regimentsquartiermeister, einem Auditor (Militärrichter), je einem Ober- und Unterwundarzt sowie Praktikanten, einem Regimentstambour (Musiker), einem Profoß (Militärpolizist) und einem Büchsenmacher. An Offizieren hatte jede Kompanie je einen Hauptmann, Ober- und Unterleutnant.
Der Ausbau erreichte bis 1791 ein Personal von 20.000 Mann und 800 Berittenen. In der Artillerie dienten 700.
Zum Jahresende 1798 standen offiziell 15.679 Mann im Dienst, gegliedert in:
- Bayerische Regimenter
  - 1. Grenadier-Leib-Regiment (1061 Mann)
  - 2. Grenadier-Regiment (850)
  - 2. Feldjäger-Regiment (899)
  - 1., 5., 6. 8., 9., 11. Füsilier-Regimenter (zusammen 4901)
  - Garnisons-Regiment (1 Bataillon)
  - Artillerie-Bataillon (587)
  - 1. Kürassier-Regiment (615)
  - 2. und 3. Chevauleger-Regiment (zusammen 1213)
  - 2. Dragoner-Regiment (523)
- Rheinpfälzische Regimenter
  - 2. Füsilier-Regiment (633)
  - 9. Artillerie-Kompanie (103)
  - 1. Chevauleger-Regiment (408)
  - 1. Dragoner-Regiment (384)
- Niederrheinische Regimenter
  - 3., 4. und 10. Füsilier-Regiment (zusammen 1667)
- Unabhängige Einheiten
  - 2 Kompanien des 2. Feldjäger-Regiments
  - 1 Bataillon des 1. Feldjäger-Regiments
  - 1 Bataillon des 5. Füsilier-Regiments (551)
  - Artillerie-Kommando (28)

### Napoleonische Kriege und Entstehung der königlich-bayerischen Armee 1799 bis 1815
Tatsächlich waren beim Regierungsantritt Max IV. Josephs (1799–1825) nur etwa 8000 Infanteristen und 700 Mann Kavallerie hinreichend ausgerüstet. Der junge Kurfürst, der im Ancien Régime selbst Oberst des französischen Fremdenregiments Royal Deux-Ponts gewesen war, machte den Aufbau einer zeitgemäßen Streitmacht zu einer seiner Hauptaufgaben. Die Linieninfanterie wurde auf zunächst zehn Regimenter reduziert, die dafür wieder Sollstärke bekamen.
Um Sollstärken zur Erfüllungen der Koalitionsverpflichtungen zu erreichen, wurden zum 6. Juni bzw. 8. September 1799 die Füsilier-Regimenter 4, 7, 11, 13 und 14 aufgelöst. Aus den anderen Füsilier-Regimentern wurden Infanterie-Bataillone. In Regimentsstärke gab es noch ein Feldjäger-Regiment sowie das Grenadier-Leibregiment und das Grenadier-Regiment Kurprinz.
Für die Infanterie kehrte man zur traditionellen hellblauen Uniformfarbe zurück und führte 1801 für alle Waffengattungen den für das bayerische Heer bald charakteristischen Raupenhelm ein.
Diese Einteilung wurde bereits 1800 nach Erhalt englischer Subsidien wieder hinfällig. Die Aufrüstung erlaubte die Aufstellung einer Garde aus den beiden Grenadier-Regimentern sowie zweier Brigaden. Unter weiteren Umbenennungen wurde 1801 diese vorläufige Struktur formalisiert. Die Armee wurde von fähigen Generalen wie Deroy, Wrede und Triva nach französischem Vorbild reformiert und stellte bald die modernste Streitmacht Deutschlands dar. Als erstes Heer in Deutschland schaffte die bayerische Armee die Prügelstrafe ab. Neben dem weitgehend auf Wehrpflicht basierenden Feldheer wurde auch eine Nationalgarde mit drei Klassen aufgebaut (1. Klasse: Reservebataillone der Linienregimenter, 2. Klasse: Landwehr, 3. Klasse: Bürgermilitär).
Die Kabinetts-Ordre vom 12. Mai 1803 gliederte das Heer wie folgt.
- Fränkische Division, Standort Würzburg,
- Oberbayerische Brigade, München,
- Niederbayerische Brigade, Landshut,
- Bayerische Kavallerie-Brigade, München,
- Schwäbische Brigade, Ulm und
- Bergische Brigade, Düsseldorf (1806 abgetreten)

Die Sollstärke eines Linien-Regiments war nun 2692 Mann (mit 9 Pferden) in 2 Bataillonen mit 10 Kompanien, von denen 2 für Grenadiere waren. Leichte Bataillone hatten die Hälfte dieser Stärke. Im Felde standen dann 2000 bzw. 1000 Mann, der Rest blieb in der Heimatkaserne. Zum Stichtag 27. März 1804 gab es 12 Linien-Regimenter und sechs Leichte Bataillone. Die Ist-Stärke in den wenigen folgenden Friedensjahren lag etwa bei zwei Dritteln des Soll-Standes. Durch das Kantonsreglement vom 7. Januar 1805 wurde die Wehrpflicht eingeführt. Wegen zahlreicher Ausnahmen trugen die Last vor allem die kleinen Leute, also Bauernburschen und Handwerker. Die Verfassung von 1808 sah ausdrücklich ein stehendes Wehrpflichtigenheer vor. Dienstpflichtig waren Männer zwischen 18 und 40 für acht Jahre. Ab 1805 gab es ein zentrales Reserve-Bataillon, aus dem der Bedarf anderer Einheiten aufgefüllt werden konnte. Im Jahr darauf wurde deshalb die Kompaniegröße auf 185 Musketen angehoben. Die Sollstärken der Regimenter wurden 1811 auf 2436 verringert, da das Konskriptionsgesetz jenes Jahres die Dienstpflicht auf sechs Jahre verringerte.
Der Reichsdeputationshauptschluss 1803 hatte der bayerischen Infanterie einen Zugewinn von drei Regimentern aus der Provinz Würzburg sowie eines Bataillons aus Bamberg gebracht. Dazu kam ein weiteres, gebildet aus den Reichskontingenten der kleineren schwäbischen Gebiete, die Bayern zugeschlagen wurden.
Im Jahr 1800 musste man noch widerwillig an Österreichs Seite gegen Frankreich kämpfen, was zur Niederlage in der Schlacht bei Hohenlinden führte, doch als 1805 Österreich nach Ausbruch des Dritten Koalitionskrieges nach 1704, 1742 und 1778 zum vierten Mal innerhalb von 100 Jahren Bayern überfiel, stand ihm dort eine schlagkräftige Armee gegenüber.
Gegenüber der feindlichen Übermacht wich das bayerische Heer bis nach Würzburg zurück, um sich dort mit dem Armeekorps des französischen Marschalls Bernadotte zu vereinigen. Unter Bernadotte deckten 30.000 Bayern die linke Flanke der Grande Armée Napoleons während deren Manöver gegen die österreichischen Streitkräfte bei Ulm. War das bayerische Heer am erfolgreichen Vorgehen gegen Mack, die zur Kapitulation eines Großteils der gegnerischen Truppen führte nicht direkt beteiligt, so befreite es nicht nur die Hauptstadt München, sondern auch weite Teile Altbayerns. Auch während der Schlacht bei Austerlitz sicherte das Korps die Flanken und Nachschubwege Napoleons. Unter großen Verlusten band die bayerische Armee Anfang Dezember 1805 dabei österreichische Truppen bei Iglau, die somit nicht in die für Napoleon siegreiche Dreikaiserschlacht von Austerlitz eingreifen konnten. In der Folge entstand das Königreich Bayern, das sich 1806 auf Druck Napoleons dem neu gegründeten Rheinbund anschloss.

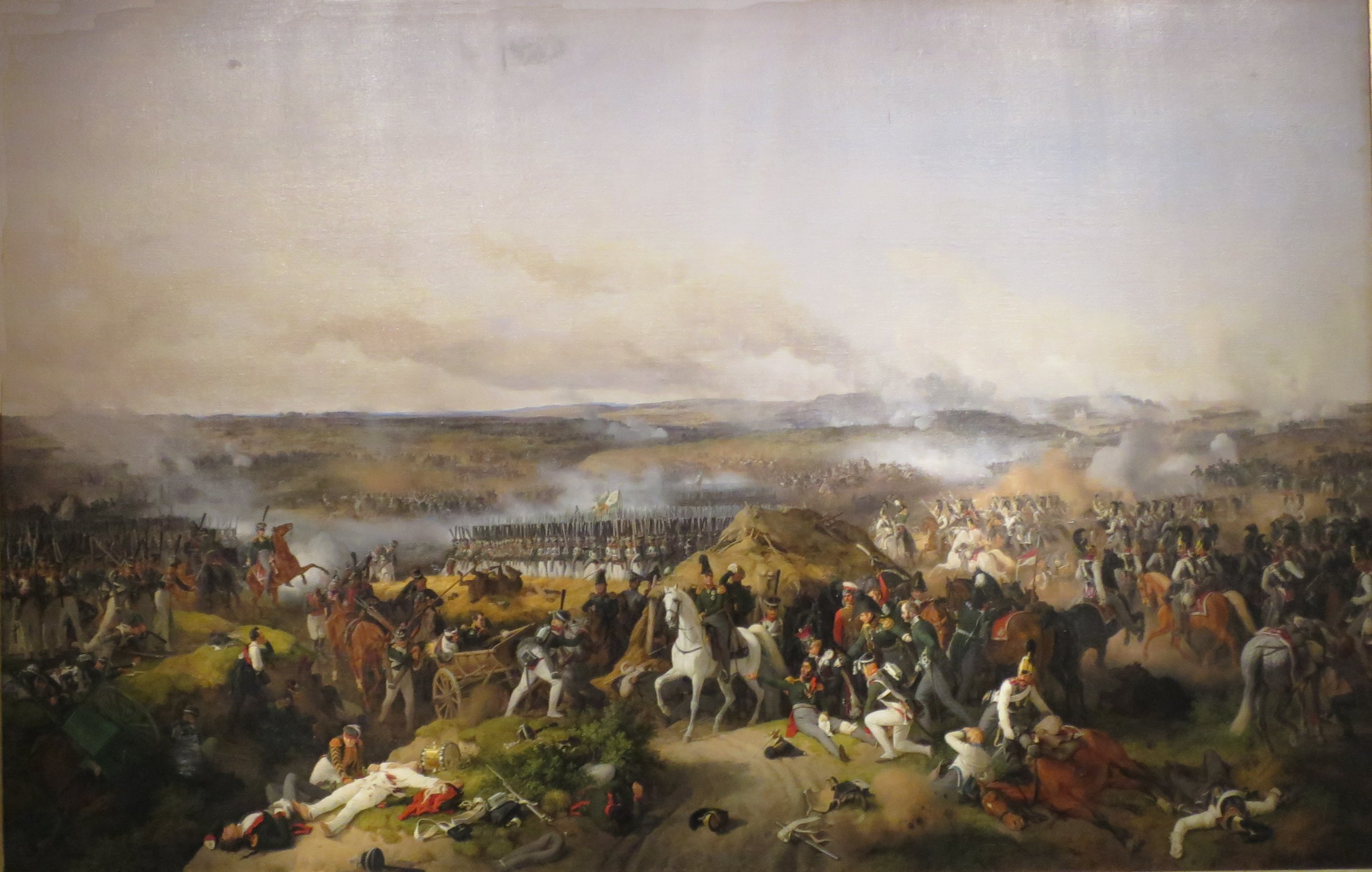
Szene aus dem Russlandfeldzug (Schlacht von Borodino).

Im Vierten Koalitionskrieg operierte die Bayerische Armee zusammen mit anderen Rheinbundkontingenten in Schlesien, belagerte mehrere preußische Festungen und war unter anderem an der Einnahme von Glatz, Glogau und Breslau beteiligt. Anschließend kämpften bayerische Einheiten zusammen mit dem Gros der Streitkräfte Napoleons in Polen.
1808 entstand das Bayerische Kriegsministerium. Im Jahr 1809 wurde erneut Bayern und die neubayerischen Territorien in Tirol und Vorarlberg zum Kriegsschauplatz. Wieder besetzte eine zunächst überlegene Habsburger Streitmacht weite Teile Altbayerns. Eine Gegenoffensive Napoleons führte zu einem raschen Rückzug des Feindes nach einer Reihe von erfolgreichen Gefechten bei Abensberg, Eggmühl und Regensburg. Durch die Abwesenheit eines Großteils der französischen Armee, die sich in Spanien im Einsatz befand, trugen überwiegend die bayerischen Divisionen und weitere Rheinbundtruppen die Last der Kämpfe, teilweise unter dem direkten Kommando Napoleons. Die Division Wredes griff im Juli, erneut unter dem direkten Befehl des französischen Kaisers, in die Schlacht bei Wagram ein und trug maßgeblich zur Entscheidung der Schlacht bei. Parallel zu diesen Operationen gegen die Hauptstreitmacht des Gegners standen die bayerischen Divisionen vor der Aufgabe der Niederwerfung des Aufstandes in der vormals österreichischen Provinz Tirol, die 1805 dem Königreich Bayern zugesprochen worden war. Teilweisen und kurzfristigen Besetzungen von Innsbruck und Umgebung standen in den Sommermonaten mehrere Rückzüge entgegen. Erst durch den Frieden von Schönbrunn wurden weitere Kapazitäten frei, sodass Tirol im November 1809 von bayerischen, französischen und italienischen Truppen besetzt und der Aufstand endgültig niedergeschlagen werden konnte. Die angespannte Situation in Tirol hatte aber auch nach 1809 noch Folgen für die bayerische Armee, da unter anderem ein 1807 aufgestelltes Jäger-Bataillon aufgrund zahlreicher Desertionen 1811 wieder aufgelöst werden musste.
Die Verordnung vom 8. Mai 1809 sah die Einrichtung von 6 Reserve-Bataillonen mit je 2 Kompanien, Sollstärke 135 Mann, vor. 1809 kamen vier weitere hinzu.

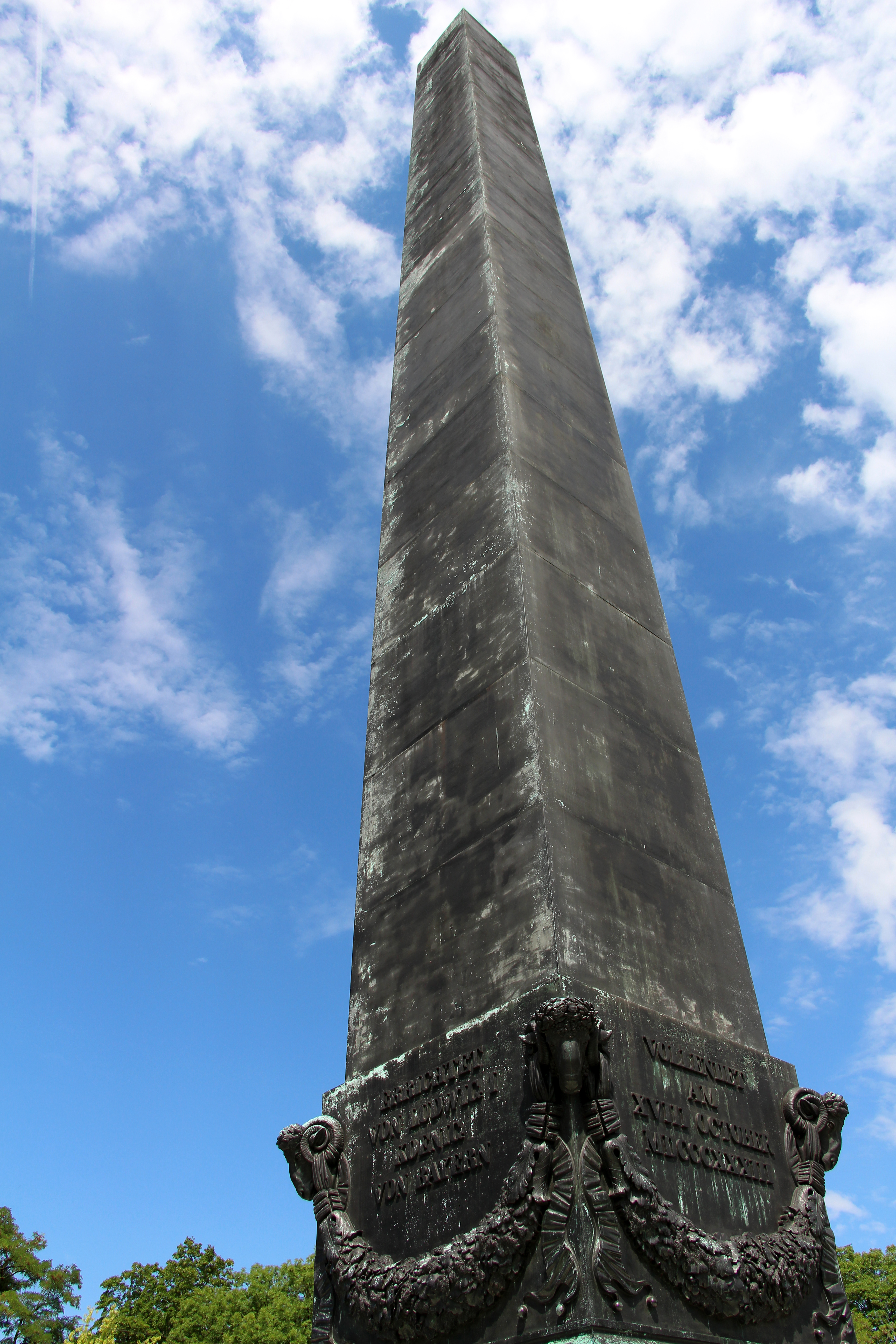
Obelisk am Karolinenplatz, Denkmal für die Gefallenen des Russland-Feldzugs 1812

Im Russlandfeldzug 1812 erlitt die bayerische Armee schreckliche Verluste. Die mit der Grande Armée nach Russland gesandten elf Regimenter hatten anfangs im Felde je 1615 Mann, die sechs leichten Bataillone je 808. Bereits die Schlacht bei Polozk Mitte August 1812 forderte einen hohen Blutzoll; in Richtung Moskau stieß im Wesentlichen nur noch bayerische Kavallerie vor. Von den rund 33.000 Mann, die (einschließlich nachgeschickter Verstärkungen) 1812 ausmarschiert waren, kehrten nur etwa 4000 zurück.
Vom Kronprinzen und Wrede gedrängt, wandte sich König Max I. Joseph schweren Herzens von Frankreich ab und wechselte kurz vor der Völkerschlacht bei Leipzig ins Lager der Alliierten. Der Versuch Wredes, den Durchmarsch der Grande Armée 1813 in der Schlacht bei Hanau zu stoppen, endete für das von ihm kommandierte bayerisch-österreichische Korps mit einer glimpflichen Niederlage. Bayern wollte jedoch mit dieser Schlacht seinen Wechsel auf die Seite der Alliierten auch militärisch untermauern. Deshalb war es aus Sicht der bayerischen Politiker und Militärs relativ gleichgültig, ob die Schlacht gewonnen oder verloren wurde – Hauptsache, sie fand statt. Im für die Alliierten anfänglich glücklosen Frankreichfeldzug von 1814 machte Wrede die Schlappe jedoch wieder wett und konnte in den Schlachten bei Arcis-sur-Aube und Bar-sur-Aube wertvolle Siege über den ehemaligen Verbündeten erringen.
Da vom Russlandfeldzug kaum Überlebende zurückkehrten, beteiligte sich Bayern nach seinem Seitenwechsel im März an der Völkerschlacht von Leipzig vor allem mit Reservisten, es gab so gut wie keinen bayerischen Offizier, der unter 50 Jahre alt war. Die Situation besserte sich kaum bis zur Schlacht bei Arcis-sur-Aube am 20./21. März 1814. Allerdings wurden verstärkt Wehrpflichtige ausgehoben. Bis 1815 stieg die Mannschaftsstärke auf 65.000, eine Zahl, die bis Ende der Herrschaft von Max Joseph beibehalten wurde.
1814 gab es ein Grenadier-Garderegiment, 16 Regimenter Linieninfanterie, zwei Bataillone Jäger, sieben Regimenter Chevaulegers (davon eines der Landwehr), ein Regiment Ulanen, zwei Husarenregimenter, ein Regiment Garde du Corps, zwei Regimenter Artillerie zu Fuß und eines zu Pferd. 1815 wurden aus dem 7. (National-)Chevaulegers-Regiment zwei Kürassierregimenter gebildet.

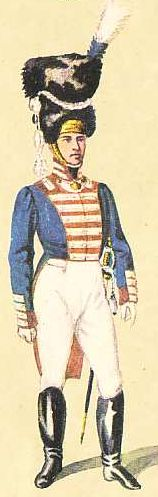
Oberleutnant des Grenadier-Garde-Regiments um 1814.

### Friedenszeit im Königreich Bayern 1815 bis 1866
Ab 1815 war eine Besatzungsmacht von rund einer Million Soldaten aus verschiedenen Ländern für drei Jahre in Frankreich stationiert, aufgeteilt auf Besatzungszonen, wobei die von Bayern kontrollierte Zone östlich von Orléans zwischen der österreichischen und der preußischen Zone lag. Husaren und Ulanen wurden 1822 aufgelöst. 1826 wurden aufgrund von Vorschlägen der Militärersparungskommission ein Infanterieregiment in zwei Jägerbataillone umgewandelt und das Grenadier-Garderegiment zum Infanterie-Leib-Regiment. Das Garde du Corps wurde zum 1. Kürassier-Regiment, die Hälfte des bisherigen 1. Regiments wurde mit dem 2. Regiment verschmolzen.

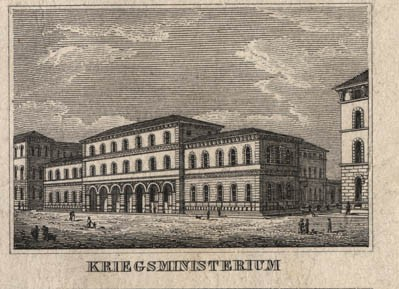
Bayerisches Kriegsministerium in München im Jahr 1832

König Ludwig I. (1825–1848) musste anders als sein Vater keine Kriege führen und schreckte auch nicht davor zurück mit „Defensionsgeldern“ (dem Verteidigungsetat) Bauwerke wie das Odeon zu finanzieren und rief dadurch Proteste hervor. Allerdings entstand unter seiner Regierung auch ein repräsentativer Bau für das Kriegsministerium in der Ludwigstraße. Das größte und teuerste Bauprojekt der Regierungszeit Ludwigs war der Neuaufbau der Landesfestung Ingolstadt.  Nach den Unruhen infolge des Hambacher Festes von 1832 rückte Carl Philipp von Wrede als Oberbefehlshaber eines 8.000 Mann starken Armeekorps in den bayerischen Rheinkreis ein. Ab 1833 leistete Bayern verstärkt Militärhilfe für Griechenland, das nun von Ludwigs zweiten Sohn Otto regiert wurde, dem General Karl Wilhelm von Heideck zur Seite gestellt wurde.
Unter Ludwigs Nachfolger Max II. Joseph (1848–1864) bestand um das Jahr 1854 das bayerische Heer aus 77.200 Mann in zwei Armeekorps, jedes aus zwei Divisionen Infanterie und einer Division Kavallerie; dazu die Artillerie mit 192 Geschützen und das Geniekorps. Zum deutschen Bundesheer stellte Bayern 35.600 Mann mit 72 Geschützen. Festungen waren Ingolstadt, Würzburg, Germersheim und Passau, dazu die Bundesfestung Landau mit ausschließlich bayerischer Besatzung. Allerdings waren von der nominellen Personalstärke von rund 70.000 Mann allenfalls 70 % präsent und der Rest „assentiert-unmontiert“ gestellt. Der König finanzierte große Kasernenbauten wie die Maximilian-II-Kaserne. 1850 rückten bayerische Truppen im Rahmen einer Bundesintervention in Kurhessen ein (Strafbayern).

### Deutsche Einigungskriege 1866 bis 1871

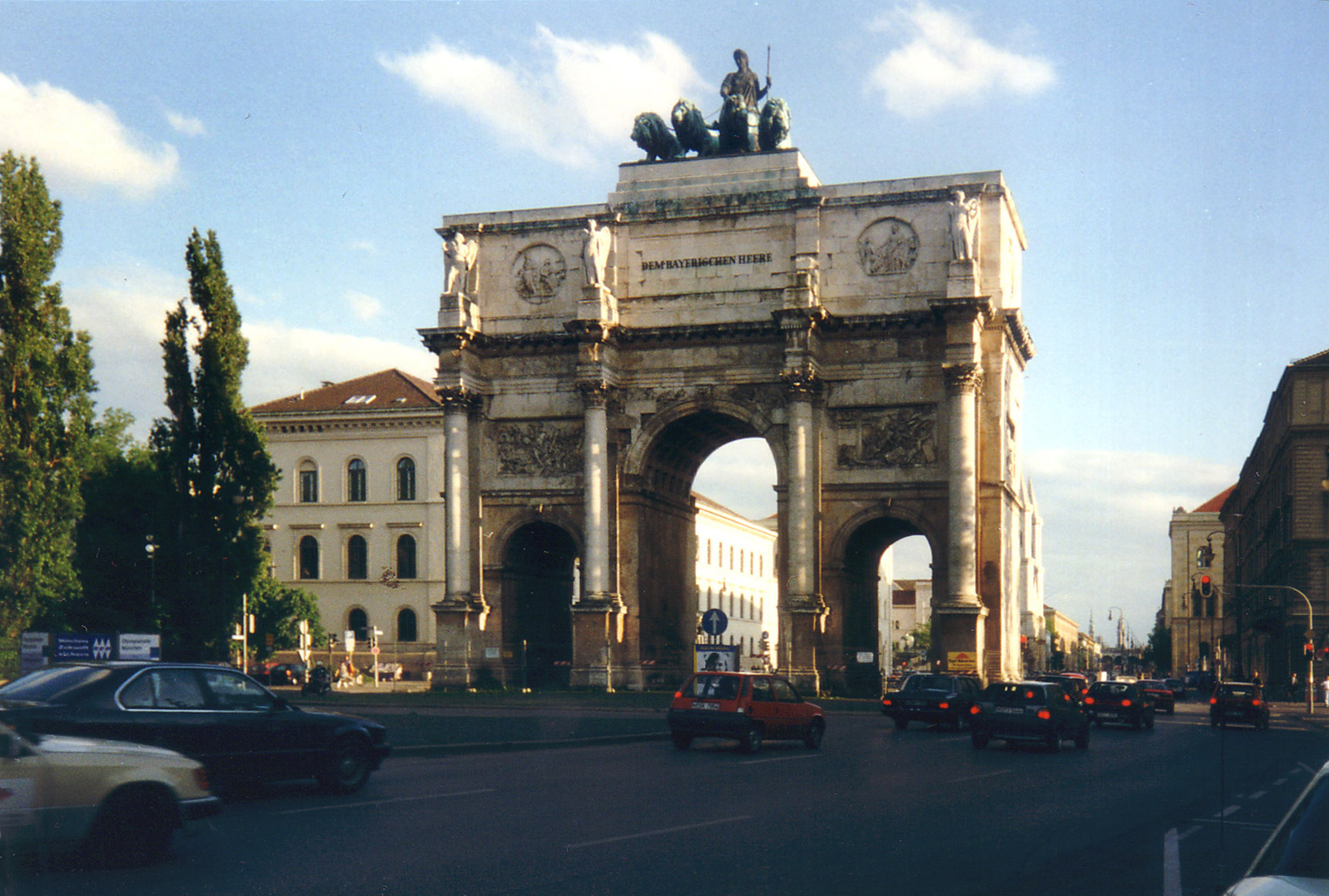
Siegestor in München

Zu Beginn der Deutschen Einigungskriege stand Bayern noch abseits. In der Bundesversammlung führte das eigenmächtige Vorgehen der beiden deutschen Großmächte im Deutsch-Dänischen Krieg 1864 mehrmals zu Protesten der deutschen Mittelstaaten wegen Rechtswidrigkeit. Die Königreiche Bayern und Sachsen verwehrten Österreich dann Truppentransporte durch ihre Territorien, so dass sie über Schlesien erfolgen mussten.
Die im Rahmen des Deutschen Krieges am 10. Mai 1866 angeordnete Mobilmachung wurde erst am 22. Juni abgeschlossen, zu diesem Zeitpunkt befand sich die preußische Armee bereits fast in Böhmen. Dieser Krieg verlief für die bayerische Armee ebenso wie für das verbündete Österreich sehr unglücklich. Der bayerische Oberbefehlshaber Prinz Karl, dem auch die süddeutschen Bundestruppen unterstanden, erfuhr, als er dem Königreich Hannover zur Hilfe eilte, in Meiningen von der Kapitulation der Hannoveraner nach der Schlacht bei Langensalza. Da die Preußen rasch vordrangen, war eine Vereinigung mit einem weiter westlich liegenden Bundeskorps unter Prinz Alexander von Hessen nicht möglich, worauf sich die bayerischen Truppen nach Kissingen zurückzogen. Nach heftigen Kämpfen wich die bayerische Armee nach Schweinfurt und Würzburg (hier konnten lediglich die Festung Marienberg und ein Stadtviertel gehalten werden) zurück. Am 1. August besetzte ein preußisches Reservekorps Nürnberg.

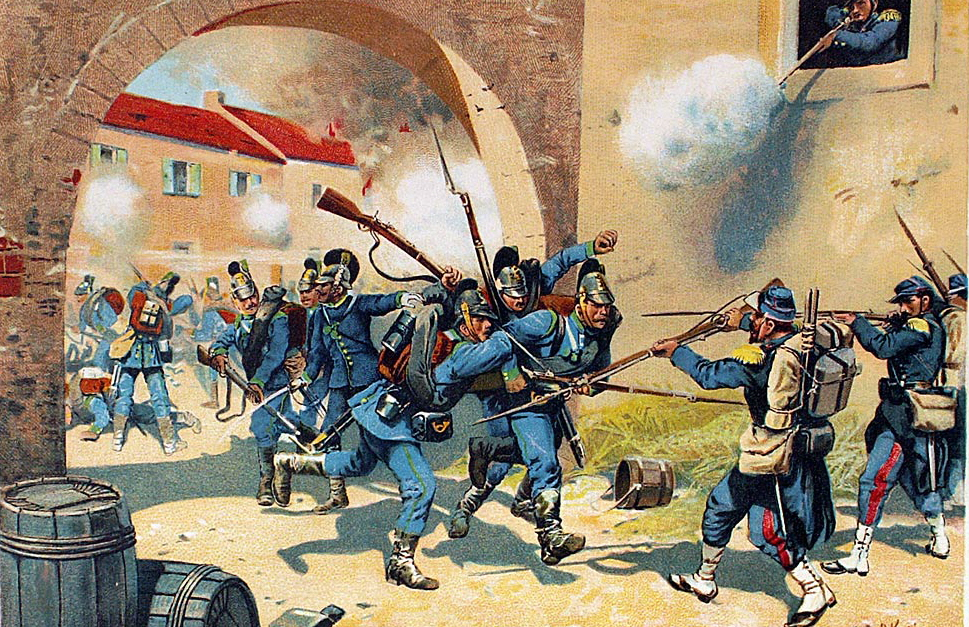
Bayerische Soldaten im Kampf um Bazeilles am 2. September 1870, Zeichnung von Richard Knötel

Die Schwierigkeiten der bayerischen Armee wurden wesentlich dem bayerischen Landtag und der militärischen Führung angelastet. Durch die stets vom Parlament verabschiedeten Haushaltskürzungen sah sich das Bayerische Kriegsministerium nicht in der Lage, Manöver oberhalb der Brigadeebene durchzuführen. Außer Prinz Karl und dem Fürsten von Thurn und Taxis hatte kein bayerischer General jemals eine Division kommandiert. In den Zeitungen wurde auch die Rolle des Generalstabschefs von der Tann kritisiert.
Aufgrund dieser Kritik ernannte König Ludwig II. (1864–1886) den kampferfahrenen Obristen und späteren General von Pranckh am 1. August zum neuen Kriegsminister. Von Pranckh hatte bereits als Adjutant des Kriegsministers von Lüder politische Erfahrungen gemacht und trug mit seiner Bayerischen Heeresreform entscheidend zur Modernisierung der Armee bei. Dazu zählte neben organisatorischen Reformen des Militärs auch die Einführung neuer Gewehre und Maschinenwaffen, die zunächst aus dem Ausland, insbesondere Amerika, bezogen wurden, ehe auch bayerische Hersteller wie Cramer-Klett in Nürnberg oder die Maschinenfabrik Augsburg Rüstungsaufträge erhielten. 1868 wurde auch das Konskriptionssystem abgeschafft und die allgemeine Wehrpflicht eingeführt, organisiert nach preußischem Vorbild. Die Landwehr-Ordnung von 1826 sah erstmals einen wirklichen Kriegseinsatz der Landwehr vor, der dann 1866 auch stattfand. Das Bürgermilitär wurde jedoch 1869 aufgelöst.
Als es im Rahmen der spanischen Thronkandidatur von Leopold von Hohenzollern zur Zuspitzung des Verhältnisses zwischen Frankreich und Preußen kam, ließ der bayerische Kriegsminister von Pranckh am 14. Juli 1870 die beiden bayerischen Armeekorps mobilisieren. Sie zogen im Rahmen der III. Armee unter Friedrich Wilhelm von Preußen (1. Armeekorps unter von der Tann, 2. Armeekorps unter von Hartmann) in den Deutsch-Französischen Krieg. Die bayerischen Truppen erstürmten unter von Hartmann Weißenburg, nahmen an den Schlachten bei Wörth, bei Beaumont, bei Sedan und der Belagerung von Paris teil. Nach dem Sieg stellten sie ein Kontingent zu den deutschen Besatzungstruppen, die bis 1873 in Frankreich standen. Fast 6000 bayerische Soldaten fielen oder starben während des Krieges, davon über die Hälfte an Krankheiten.

### Deutsches Kaiserreich und Erster Weltkrieg 1871 bis 1918

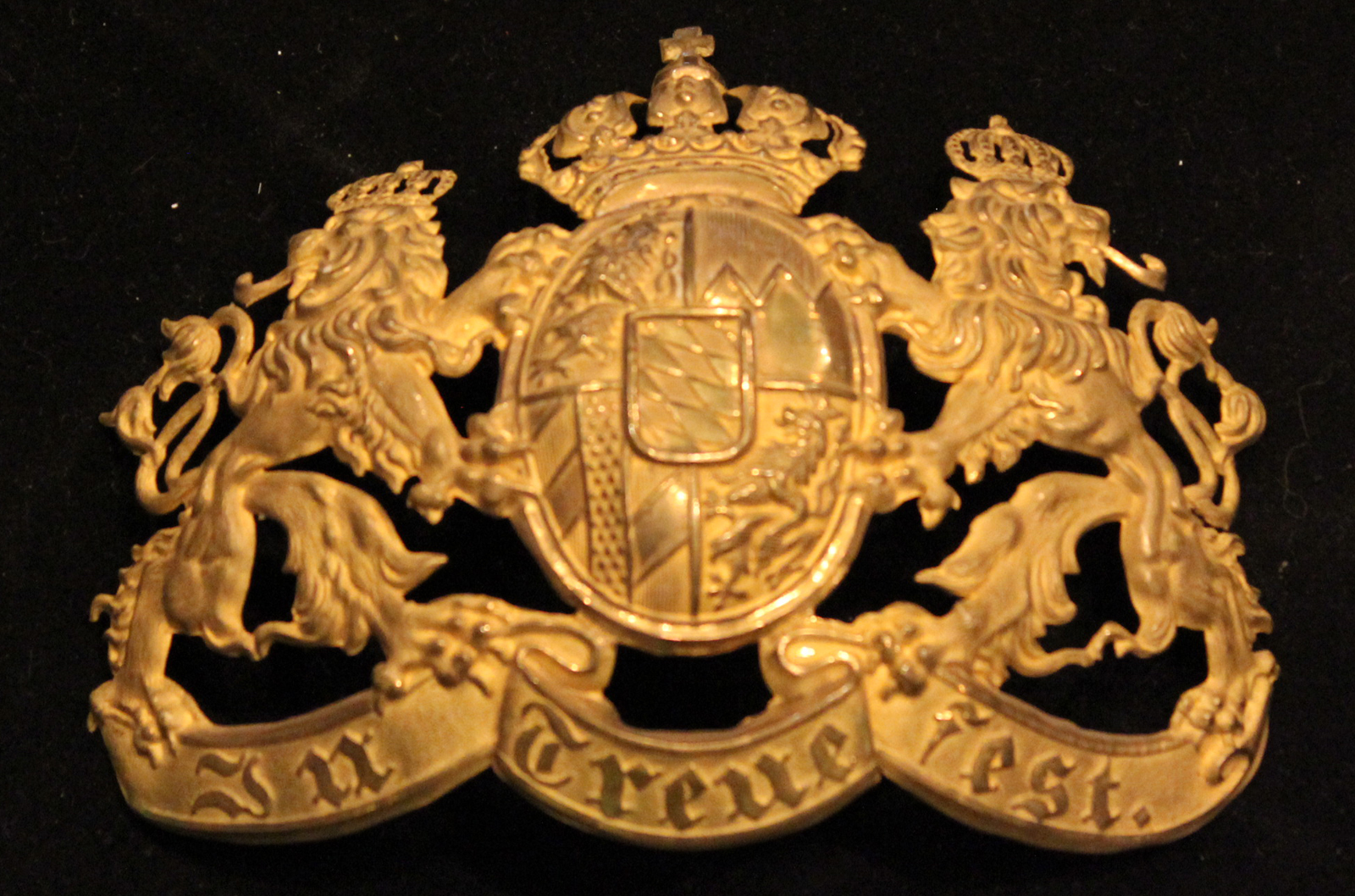
Helmschmuck mit Motto In Treue fest

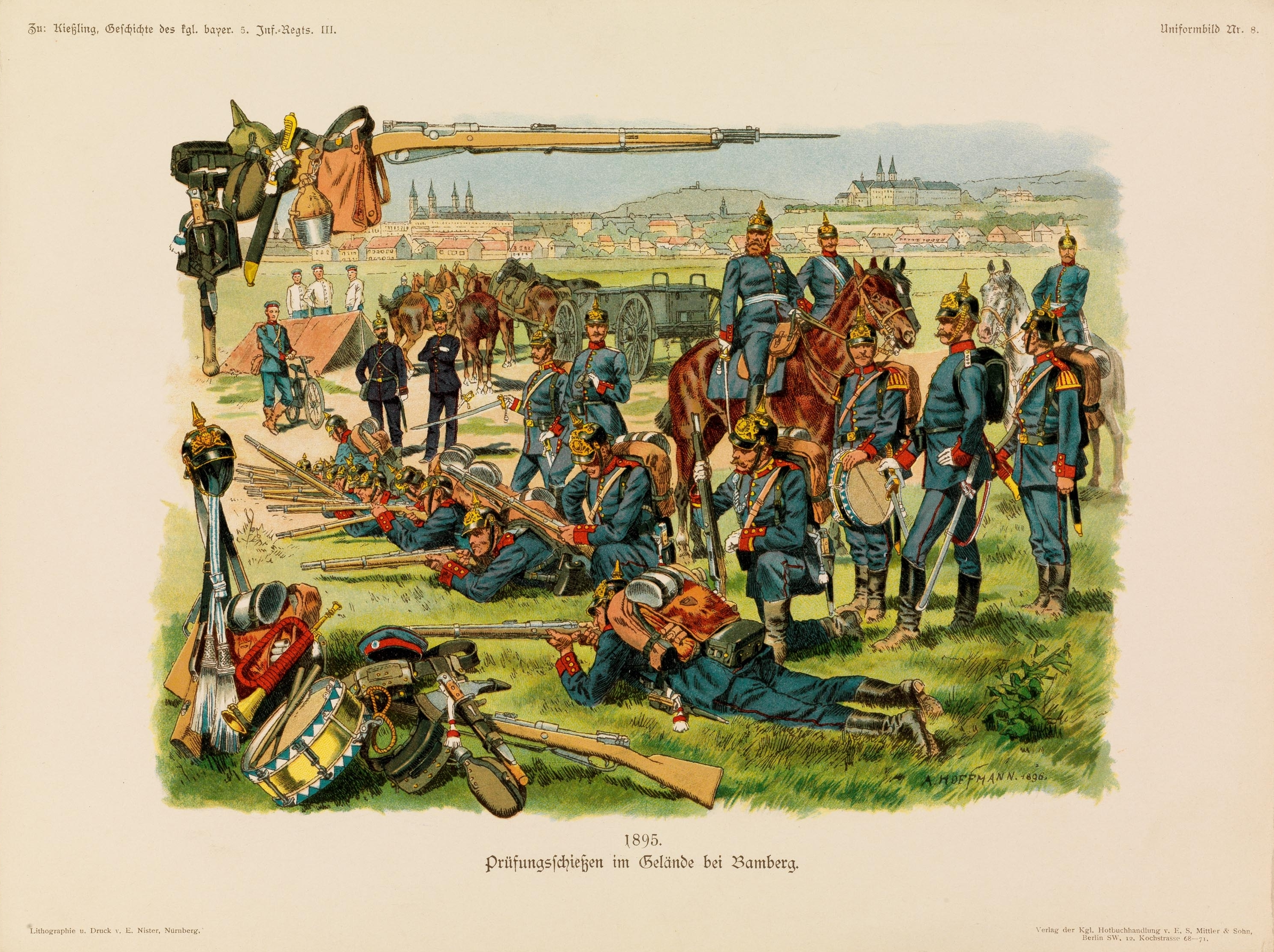
Prüfungsschießen des 5. Infanterie-Regiments im Gelände bei Bamberg mit der 1886 eingeführten Pickelhaube (Lithografie von Anton Hoffmann)

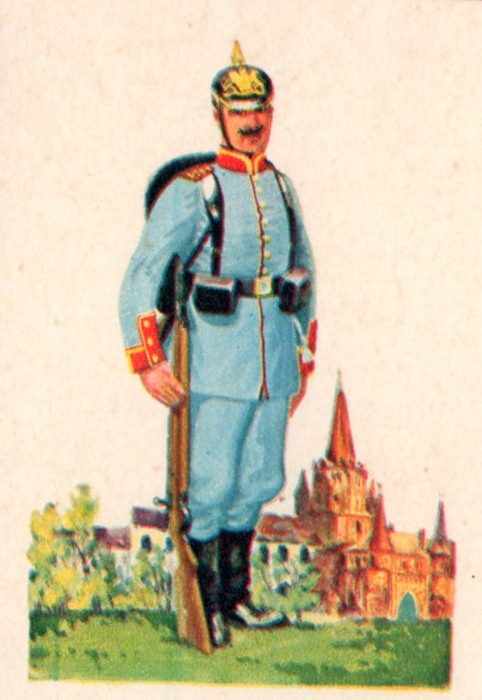
Königlich Bayerisches Infanterieregiment Nr. 10 "König" Ingolstadt. Unteroffizier im Paradeanzug um 1910

Bayern konnte sich in der Reichsverfassung von 1871 weitestgehende Reservatrechte insbesondere hinsichtlich der Wehrhoheit sichern. Die Armee hatte ähnlich dem Königreich Sachsen oder Württemberg eigenständige Truppen, ein eigenes Kriegsministerium und eine eigene Militärjustiz. Zudem waren ihre Truppenteile von der durchlaufenden Nummerierung des Reichsheeres ausgenommen. Die Armee wurde erst im Kriegsfall auf den Kaiser als Bundesfeldherrn vereidigt. Bayern behielt auch die hellblaue Farbe für die Infanterieuniformen, den Raupenhelm (bis 1886 verwendet), die Chevaulegers und einige andere Eigentümlichkeiten. Dennoch wurden Uniformschnitt, Ausrüstung und Ausbildung dem preußischen Vorbild angeglichen. Seit der Einführung der feldgrauen Uniformen wiesen nur noch die Kokarde und eine weiß-blaue Rautenborte am Kragen auf die bayerische Herkunft hin. Prinzregent Luitpold (1886–1912) akzeptierte die zunehmende Integration Bayerns in das Reich durchaus, widersetzte sich aber mehrmals bei Fragen der Zentralisierung im militärischen Bereich – allerdings meist erfolglos. Dafür entstand am Hofgarten in München ein prächtiger Bau für das schon 1879 gegründete Bayerische Armeemuseum, das heute im Neuen Schloss der ehemaligen Landesfestung Ingolstadt beheimatet ist.

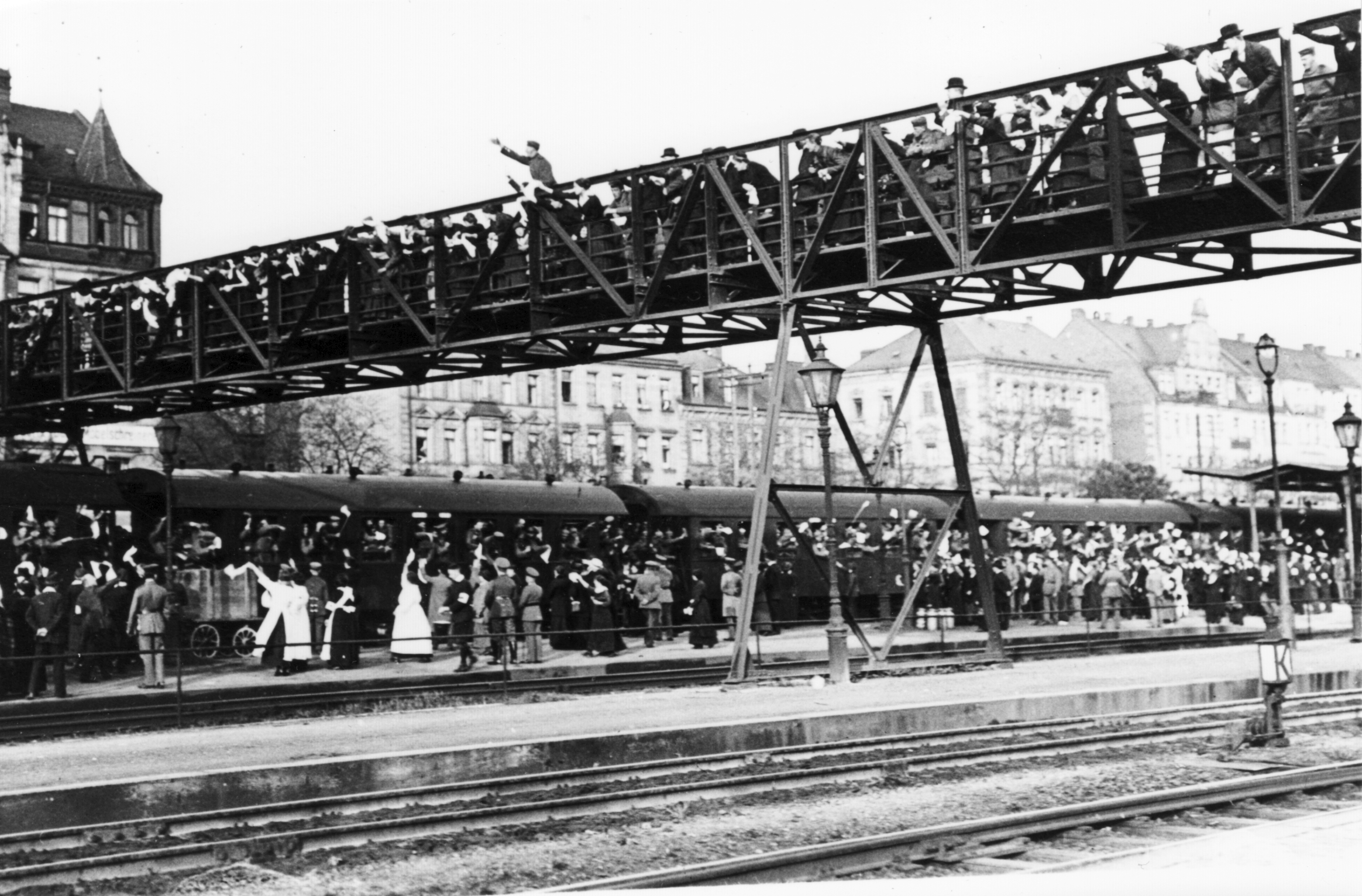
Das Königlich Bayerisches 21. Infanterie-Regiment „Großherzog Friedrich Franz IV. von Mecklenburg-Schwerin“ verlässt „unter nicht enden wollenden Hurra- und Abschiedsgrüßen“ den Bahnhof von Fürth, August 1914 (Deutsche Postkarte)

Die bayerische Armee hatte zu Beginn des Ersten Weltkrieges eine Präsenzstärke von 4.089 Offizieren, Ärzten, Veterinären und Beamten, 83.125 Unteroffizieren und Mannschaften sowie 16.918 Pferden. Mit dem Beginn der Mobilmachung am 1. August 1914 ging der Oberbefehl über die mobile Armee, die bis dahin der IV. Armee-Inspektion unterstellt gewesen war, auf den Deutschen Kaiser über. Die in Bayern verbliebenen Truppenteile standen weiterhin unter dem Befehl des Bayerischen Kriegsministeriums. Die bayerische Armee wurde als 6. Armee mit den drei bayerischen Armeekorps, verstärkt durch das I. Bayerische Reserve-Korps, die Bayerische Kavallerie-Division und weitere Verbände unter dem Oberbefehl von Kronprinz Rupprecht an die Westfront transportiert. So kämpfte die bayerische Armee bei der Schlacht in Lothringen und in den Vogesen (bis Anfang September 1914) zum letzten Mal in ihrer Geschichte als einheitlicher Truppenverband; die anfangs ausschließliche Unterstellung der bayerischen Truppen unter bayerisches Kommando begann sich infolge Um- und Neuorganisationsmaßnahmen des deutschen Heeres bereits seit dem Herbst 1914 aufzulösen. Am 3. und 4. Juni 1915 gelang der 11. bayerischen Division die Rückeroberung der Festung Przemyśl. Dass die für Österreich-Ungarn symbolträchtige Festung durch deutsche Truppen zurückerobert wurde, führte in Wien zu Verstimmungen. Prinz Leopold von Bayern fungierte seit 1916 siegreich als Oberbefehlshaber im Osten während die Südarmee Felix von Bothmer unterstand. Häufiger als die meisten anderen Bundesfürsten besuchte König Ludwig III. (1912–1918) während des Krieges seine Truppen an allen Fronten.
Im Ersten Weltkrieg starben etwa 200.000 Angehörige der Bayerischen Armee. Am Ende des Krieges standen bayerische Einheiten an der Westfront, im früheren russischen Gebiet (Ukraine), in Ungarn und im Nahen Osten.
Zu Ende des Krieges konnte sich die Bayerische Regierung weder zu einem Separatfrieden entschließen, noch wurden die Truppen im Westen abgezogen. Erst am 12. November 1918, nach der Novemberrevolution, begannen die bayerischen Divisionen die Räumung des besetzten Gebietes an der Westfront und den Rückmarsch in die Heimat. In den letzten Tagen des Krieges war die 4. Division bis 7. November 1918 im Grenzschutz gegen Italien eingesetzt.

### Auflösung ab 1918 und nachfolgende Tradition
Obwohl das Kaiserreich und das Königreich Bayern 1918 im Zuge der Novemberrevolution untergingen und auch König Ludwig III. durch die Anifer Erklärung vom Eid auf seine Person entband, war damit Bayerns Wehrhoheit noch nicht aufgehoben. Die Wirren um die Niederschlagung der Münchner Räterepublik und ihrer unter Rudolf Egelhofer aufgebauten „Roten Armee“ bewogen jedoch die neue Regierung Bayerns dazu, in der Bamberger Verfassung vom 14. August 1919 auf die Wehrhoheit zu verzichten. Die regulären bayerischen Truppen waren nach Kriegsende bereits soweit demobilisiert worden, dass der Kampf gegen die Räterepublik durch nichtbayerische Reichswehrtruppen und Freikorps erfolgte.
Artikel 160 des Versailler Vertrages begrenzte die Größe des (nicht nur bayerischen) Landheeres im gesamten Deutschen Reich auf 100.000 und die der Marine auf 15.000 Berufssoldaten. Der Unterhalt von Luftstreitkräften, Panzern, schwerer Artillerie, U-Booten und Großkampfschiffen war dem Reich untersagt. Zugleich wurde die Auflösung von Generalstab, Kriegsakademien und Militärschulen verfügt.
Die meisten Soldaten wurden entlassen; viele hatten Schwierigkeiten, sich nach dem Krieg im Zivilleben zurechtzufinden.
Das Wehrgesetz vom 23. März 1921 beendete endgültig die Militärhoheit der Länder, beließ aber Sachsen, Württemberg, Baden und Bayern eine beschränkte Selbstständigkeit. Der Freistaat Bayern stellte insoweit eine Besonderheit dar, dass der Wehrkreis VII das gesamte Landesgebiet umfasste, mit Ausnahme der Pfalz. In der hier stationierten Bayerischen Reichswehr und dem 17. (Bayerischen) Reiter-Regiment dienten nur bayerische Staatsbürger. Das Reichswehr-Gruppenkommando 4 wurde zeitgleich in Wehrkreiskommando VII umbenannt. Es blieb weiterhin dem Reichswehrministerium unmittelbar unterstellt und genoss als „Bayerische Reichswehr“ bis 1924 gewisse Autonomierechte gegenüber der Reichsregierung. So wurde ein Landeskommandant in Bayern von der Bayerischen Staatsregierung ernannt. Die besondere Rolle zeigte sich neben der landsmannschaftlichen Zusatzbezeichnung „Bayerisch“ und der Rekrutierung auch äußerlich durch Kokarden und Wappenschilde in den Landesfarben an Mütze und Stahlhelm sowie in ebensolchen Wimpeln an den Lanzen des 17. (Bayerisches) Reiter-Regiments. In der Regel hatte jede Kompanie die Tradition eines Regiments der alten Armee, und für den Fall der Überwindung der Rüstungsbeschränkungen des Versailler Vertrages war deren Wiederaufstellung vorgesehen.

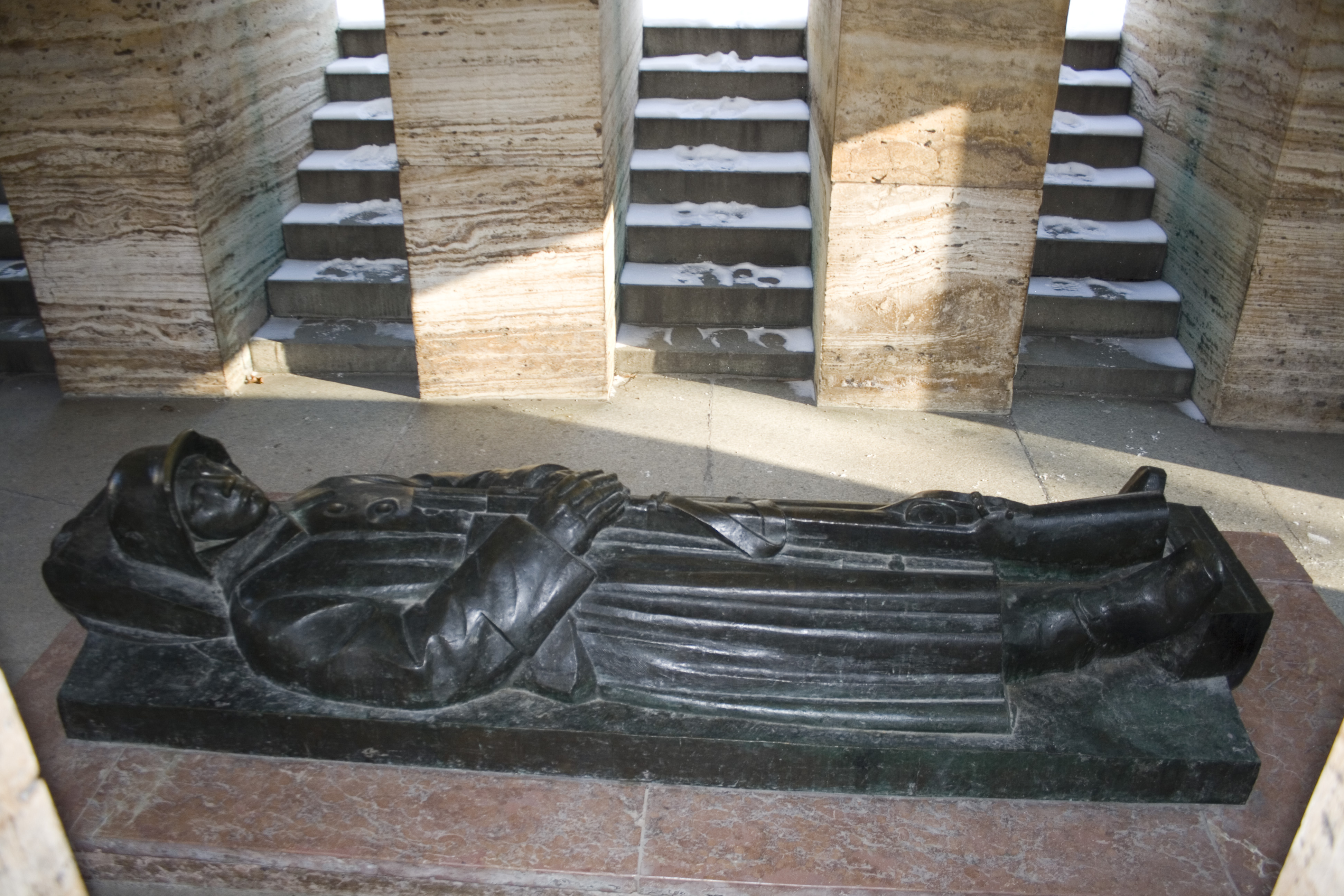
Plastik des toten bayerischen Soldaten, im Hofgarten-Ehrenmal, München

Den Münchner Gefallenen des Weltkrieges und allen Kriegstoten der gesamten Bayerischen Armee wurde das 1924 eingeweihte Kriegerdenkmal im Münchner Hofgarten als Hauptehrenmal gewidmet. Den Kern der Anlage bildet die liegende Figur eines toten bayerischen Soldaten mit der Sockelinschrift: „Bayerns Heer / seinen Toten“. Diese Darstellung ziert auch die Titelseite des vom Bayerischen Kriegsarchiv 1928 verausgabten Gedenkwerkes Bayerns Goldenes Ehrenbuch, in dem die Träger bzw. die Verleihungssachverhalte der höchsten bayerischen Kriegsauszeichnungen des Ersten Weltkriegs verzeichnet sind.
Beim Aufbau der Wehrmacht passte das Heer als Spiegelbild föderalistischer Vielfalt oder als Träger konkreter Traditionen nicht in die nur diffus historisierende NS-Ideologie vom Aufgehen aller in einer amorphen Volksgemeinschaft: Die letzten landsmannschaftlichen Truppenbezeichnungen wurden daher abgeschafft. Bei der massiven Aufstellung neuer Truppenteile verzichtete man auf die Zuweisung von Traditionen der alten Armee. Zahlreiche hochrangige Generäle der Wehrmacht entstammen jedoch der bayerischen Armee, darunter Franz Halder, Albert Kesselring, Maximilian von Weichs, Robert von Greim, Ferdinand Schörner, Wilhelm Ritter von Leeb, Wilhelm List, Wilhelm Adam und Alfred Jodl, und hatten wichtige Positionen während des Zweiten Weltkrieges inne.
Aufgrund der Brüche in der deutschen Militärgeschichte wurde durch den Traditionserlass der Bundeswehr die Zuweisung konkreter Verbandstraditionen untersagt.

## Organisationsstruktur
Bayern stellte in der Armee des deutschen Kaiserreiches zunächst zwei, später drei Armeekorps.
- I. Königlich Bayerisches Armee-Korps in München
  - 1. Königlich Bayerische Division in München
  - 2. Königlich Bayerische Division in Augsburg
- II. Königlich Bayerisches Armee-Korps in Würzburg
  - 3. Königlich Bayerische Division in Landau in der Pfalz
  - 4. Königlich Bayerische Division in Würzburg
- III. Königlich Bayerisches Armee-Korps in Nürnberg
  - 5. Königlich Bayerische Division in Nürnberg
  - 6. Königlich Bayerische Division in Regensburg

### Offizierskorps

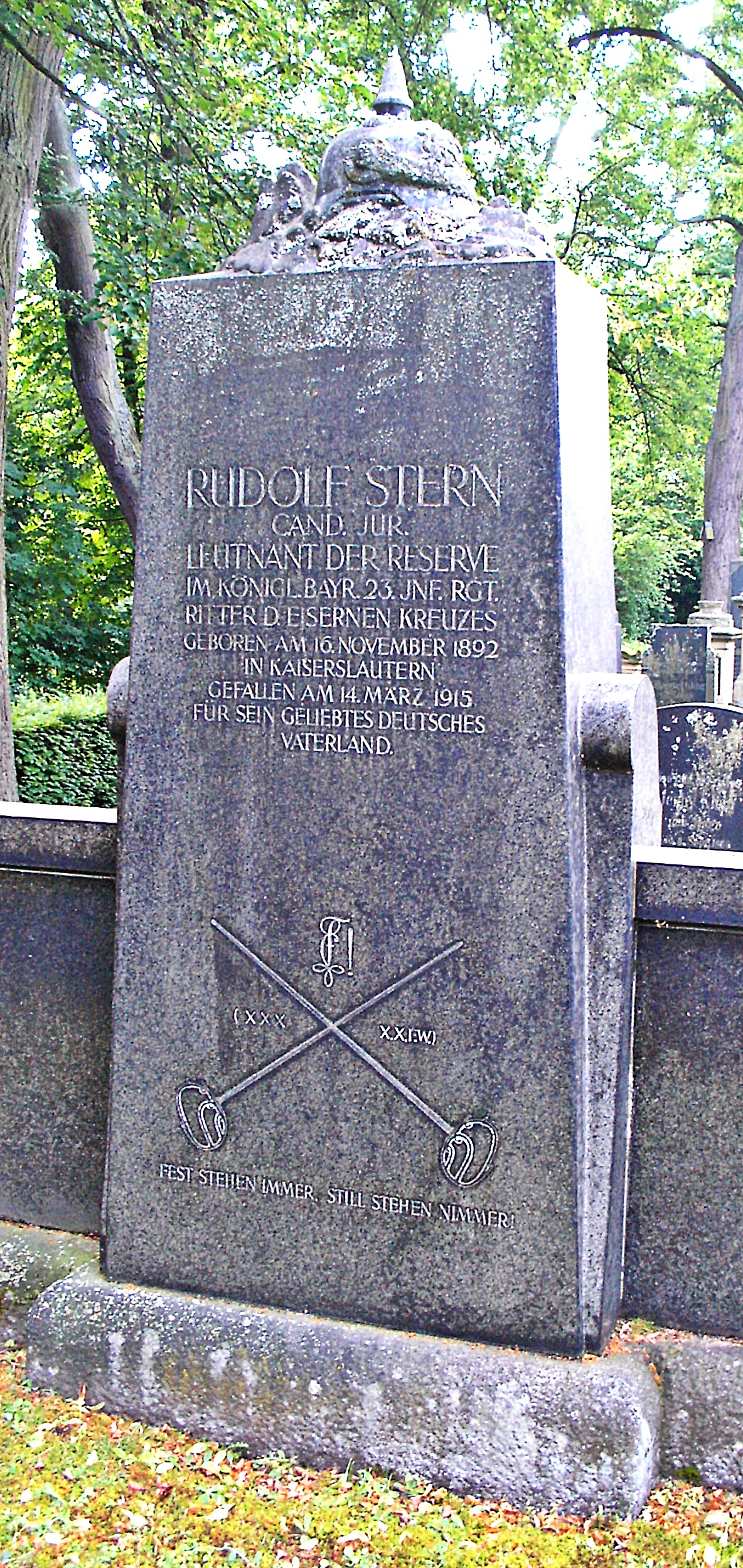
Grabmal eines 1915 bei St. Eloi gefallenen jüdischen Reserve-Offiziers vom 23. Infanterie-Regiment; Jüdischer Friedhof (Kaiserslautern)

Das Offizierskorps der Armee hatte einen weit geringeren Adelsanteil als das der preußischen. 1832 entfielen auf einen adeligen Offizier 1,86 bürgerliche Offiziere, 1862 2,34 und 1914 5,66. Eine ausgesprochene Garde war seit Auflösung der Gardeeinheit 1826 nicht mehr vorhanden. In folgenden Regimentern war der Adelsanteil deutlich über dem Durchschnitt:
- 1. Kürassier-Regiment in München, seit 1878 1. Schweres-Reiter-Regiment
- 1. Ulanen-Regiment
- Infanterie-Leib-Regiment

Etwa 75 Prozent der bayerischen Generäle zwischen 1806 und 1918 gehörten dem Adel an.
Im bayerischen Offizierskorps war das Duell zur Wahrung der Standesehre in Ehrenfällen vorgeschrieben, obwohl es die im Land dominierende katholische Kirche verbot. Duelle wurden vom Staat relativ milde mit Festungshaft geahndet.
Als Besonderheit gab es in der bayerischen Armee mehr jüdische Reserveoffiziere als in den anderen deutschen Streitkräften, wenn auch in Bayern der Anteil jüdischer Reserveoffiziere unter dem jüdischen Anteil an der Gesamtbevölkerung lag.
Die Dienstgradbezeichnungen entsprachen weitestgehend jenen in den Streitkräften der übrigen deutschen Staaten. Eine Besonderheit war der Feldzeugmeister als General der Artillerie, der einem General der Infanterie bzw. Kavallerie gleichstand. (General-)Feldzeugmeister gab es in der bayerischen Armee bereits vor dem Dreißigjährigen Krieg.
Die Ranggruppe der Leutnante gliederte sich in Ober- und Unterlieutenants (später: Leutnant).

### Offiziersanwärter
Zur Offiziersausbildung wurde 1805, anstelle der Militärakademie, das Kadettenkorps geschaffen, welches 1920 aufgelöst wurde. Die Offiziersanwärter zählten während ihrer Ausbildung zu den Unteroffizieren, lebten aber in von den Mannschaften und Unteroffizieren getrennten Kasernenquartieren. Der Junker bzw. „Offiziers-Adspirant erster Klasse“ (sic) rangierte zwischen Unterleutnant und Feldwebel, der Kadet bzw. „Offiziers-Adspirant zweiter Klasse“ (eingeführt 1868) stand zwischen Feldwebel und Sergent. Neben den Bezügen eines Feldwebels bzw. Sergeanten erhielten sie ein monatliche Zulage von 15 Gulden.

### Unteroffizierskorps
Das bayerische Unteroffizierskorps bestand aus Soldaten auf Zeit und Berufssoldaten. Diese wurden in der Regel aus militärdienstleistenden Mannschaften rekrutiert. Zwischen Offiziers- und Unteroffizierskorps gab es eine strenge Laufbahntrennung, was in der Zeit des Ersten Weltkrieges wegen der weitgehenden Abschottung der Offizierslaufbahn gegen den Aufstieg befähigter Unteroffiziere zu erheblichen Sozialproblemen führte.
| Infanterie                                       | Jäger                                          | Kavallerie                                | Artillerie      |
| ------------------------------------------------ | ---------------------------------------------- | ----------------------------------------- | --------------- |
| Feldwebel, Musikmeister                          | Oberjäger, Stabshornist                        | Erster Wachtmeister, Stabstrompeter       | Oberfeuerwerker |
| Sergent, Hautboist 1. Klasse                     | Secondjäger                                    | Zweiter Wachtmeister, Trompeter 1. Klasse | Feuerwerker     |
| Corporal, Bataillonstambour, Hautboist 2. Klasse | Korporal, Hornist 1. Klasse, Hornist 2. Klasse | Korporal, Trompeter 2. Klasse             | Korporal        |
| Vicecorporal                                     | –                                              | Vicecorporal                              | Oberkanonier    |
| Gefreiter, Tambour 1. Klasse                     | Gefreiter                                      | Gefreiter                                 | Unterkanonier   |
| Gemeiner, Tambour 2. Klasse                      | Gemeiner                                       | Gemeiner                                  | Fahrkanonier    |

Die Dienstgrade blieben zwischen 1802 und 1872 nahezu unverändert.

### Rekrutierungsverfahren
Die Rekrutierung der Armee erfolgte seit der Konstitution von 1808 bis 1868 im Rahmen eines Konskriptionssystems, das die Möglichkeit des Loskaufs durch Bezahlung eines längerdienenden Stellvertreters bot. Im Rahmen der Heeresreform von 1868 wurde nach preußischem Vorbild die allgemeine Wehrpflicht mit der Sonderform des „einjährig-freiwilligen Militärdienstes“ eingeführt.

### Bildungswesen
Die Bildungseinrichtungen der Armee unterstanden der 1866 errichteten Inspektion der Militär-Bildungs-Anstalten. Ihr untergeordnet waren die Kriegsakademie, die Artillerie- und Ingenieur-Schule, die Kriegsschule und das Kadettenkorps. Eine Unteroffiziersschule gab es in der Zeit von 1894 bis 1919 in Fürstenfeldbruck. Ferner existierte noch die Equitations-Anstalt zur Ausbildung im Reiten und im gleichmäßigen Umgang mit Pferden sowie ein dauerhafter Operations-Kurs für Militärärzte.

### Landwehr und Landsturm

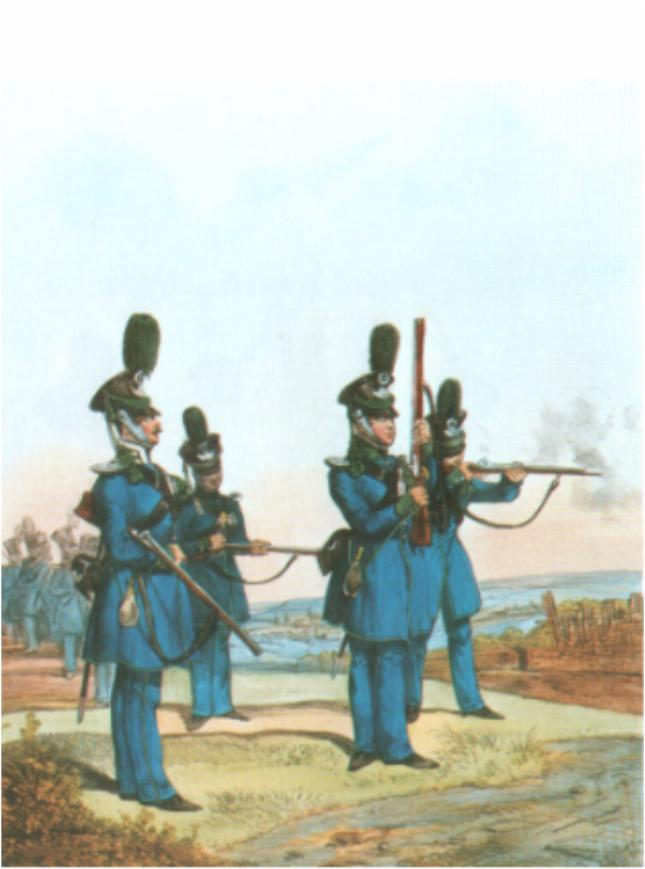
Würzburgisches Bataillon der Landwehr um 1840

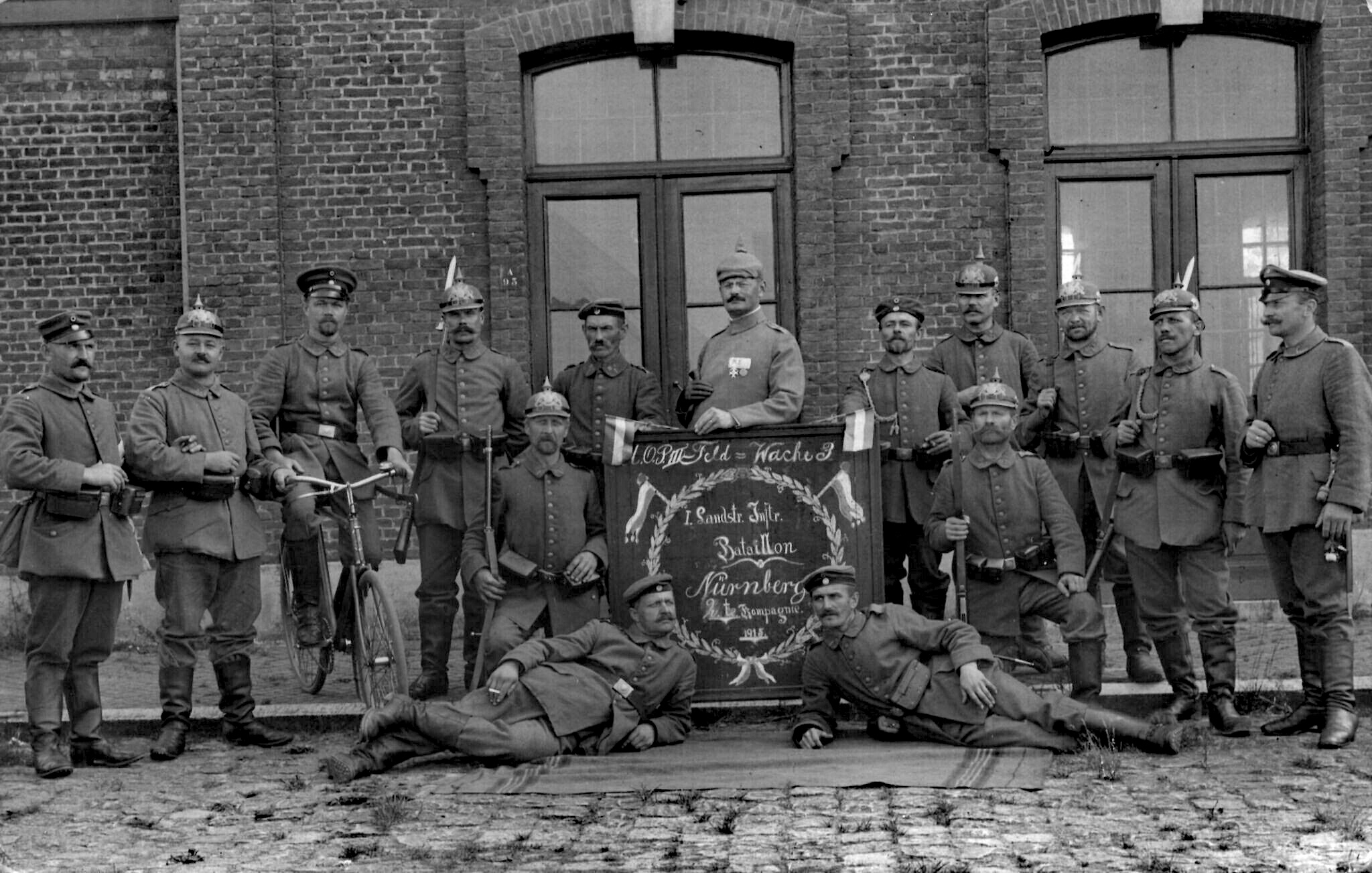
Soldaten eines Landsturm-Infanterie-Bataillons in Nürnberg (1915)

1807 wurden die alten Bürgerwehren in das Bürgermilitär umgewandelt, das nun in allen Städten und Marktgemeinden in ganz Bayern eingeführt wurde. Weitere Umorganisationen und schließlich die Ausdehnung auch auf das "platte Lande" erfolgten 1809 und 1813. 1809 wurde nach französischem Vorbild die Bürgerwehr in eine Nationalgarde umgewandelt. Diese wurde dann von 1814 bis 1816 in die Landwehr des Königreich Bayerns umgewandelt. Das Bürgermilitär ist von seiner Funktion bis 1826 eher der Polizei als der Bayerischen Armee zuzuordnen. Es durfte bis zu diesem Jahr nur in der Stadt oder im Bezirk seines Landgerichts eingesetzt werden. Die Landwehr-Ordnung von 1826 sah einen wirklichen Kriegseinsatz der Landwehr erstmals vor, der dann 1866 auch stattgefunden hatte. Das Bürgermilitär wurde jedoch dann 1869 aufgelöst.
Im Rahmen der Heeresreform von 1868 wurde der Name „Landwehr“ für ältere Jahrgänge der Reserve verwendet, für die ältesten wehrpflichtigen Jahrgänge wurde der Begriff „Landsturm“ verwendet.
Im Rahmen der Landwehr sind auch die Krieger- und Veteranenvereine zu betrachten. Diese wurden bis 1918 von den bayerischen Militärbehörden überwacht.

### Garnisonswesen
Der größte Teil der bayerischen Armee wurde in Festungen, säkularisierten Klöstern und ehemaligen Schlössern untergebracht. 1806 erfolgte erstmals der massive Neubau von Kasernenanlagen (Neue Isarkaserne). Ingolstadt war nach seiner Schleifung im Jahr 1801 bald wieder Standort der neuen königlich-bayerischen Hauptlandesfestung.
Nach einer Typhusepidemie 1881 wurden moderne Kasernenneubauten (mit Verheiratetengebäuden) errichtet, z. B. die Prinz-Leopold-Kaserne.
An Festungen unterhielt Bayern 1838 die Festung Forchheim, die Landesfestung Ingolstadt, die  Veste Oberhaus, die Festung Rosenberg, die Festung Rothenberg, die Wülzburg und die Festung Marienberg. Die Festung Germersheim befand sich damals noch im Bau. Bayern unterhielt zudem Truppen in der Festung Landau des Deutschen Bundes und im Brückenkopf Neu-Ulm der 1859 fertiggestellten Bundesfestung Ulm.
Das Deutsche Reich übernahm 1871 alle noch bestehenden Bundesfestungen als Reichsfestungen. Nur die bayrischen Festungen Ingolstadt und Germersheim blieben unter der Kontrolle der bayerischen Armee. Die Festung Germersheim wurde 1919 nach den Bestimmungen des Versailler Vertrages entfestigt.

### Gendarmeriekorps
Teil der Armee war auch das Gendarmeriekorps als Staatspolizei. Allerdings unterstanden die Gendarmen etwa ab der Mitte des 19. Jahrhunderts den unteren Zivilbehörden, wovon jedoch der militärische Charakter des Korps nicht beeinträchtigt wurde. Nach der Novemberrevolution wurde die Gendarmerie dem Innenministerium unterstellt.

### Militärmusik
Vom 1. Januar 1790 an führte jedes der 18 Infanterieregimenter beim Stab eine „Musikbande von 10 Hautboisten“, die dem Regimentstambour musikalische unterstellt war. Als „Signalisten“ hatte jede Kompanie drei Tambours, die Pfeifer wurden abgeschafft. Im Mai 1791 ließ der Kurfürst Carl Theodor Noten für die „Churbayerische Militair-Musique nebst Waldhorn-Signalen“ für die beiden Feldjäger-Regimenter herausgeben. Die Kavallerieregimenter hatten beim Stab einen Stabstrompeter und bei jeder Schwadron einen Trompeter zu führen. Die Regimentsspauker schaffte er ab.
Mit der Wiedereinführung der hellblauen Uniformen bei der Linien-Infanterie erhielten Musiker mit Tresse in Farbe der Knöpfe eingefasste Schwalbennester in Abzeichenfarbe. Ihr Feld war nicht von Tressen durchzogen, sondern zeigten bis 1804 das Monogramm des Regimentsinhabers in Knopffarbe, bis 1806 das des Kurfürsten unter dem Kurhut und dann des Königs unter einer Krone. Die Kragen- und Rabattenränder sowie Ärmelnähte waren gleichfalls mit Tresse besetzt, die Oberseite der Ärmel zierten zudem fünf von Naht zu Naht gehende, nach oben zeigende Tressenwinkel oder auch nur schräge Tressen, die zwischen Ärmelaufschlag und Schulter in gleichmäßigem Abstand verteilt waren. Jede Kompanie erhielt wieder einen Pfeiffer, der jedoch 1802 (bei den Grenadierkompanien erst 1811) wieder abgeschafft wurde. Regimentstamboure trugen an Kragen- und Rabattenrand doppelten Tressenbesatz, statt Helm den Hut mit knopffarbenem Tressenbesatz, weißer Plumage und weißem Federstutz mit hellblauer Wurzel. Auf den Oberschenkeln ihrer Hosen waren in Knopffarbe ungarische Stickereien angebracht. Da für die Schützen mit ihrer aufgelockerten Gefechtsart anders als für Soldaten der Grenadier- und Füsilierkompanien die Trommelschläge als Signal nicht mehr ausreichten, erhielten sie zudem Hornisten. Diese trugen jedoch nicht die vorgenannten Uniformmerkmale. Auch bei Kavallerie und Artillerie wurden die Musikeruniformen entsprechend gestaltet.
Am 16. April 1803 ließ Kurfürst Maximilian die Anzahl der Trompeter bei der Kavallerie verdoppeln. Die Artillerie führte Tambours als „Signalisten“.
Mit seinem Armeebefehl vom 29. April 1811 setzte König Maximilian I. „Musikbanden“ von je zwölf „Hautboisten“, geführt von einem „Musikmeister“ samt „türkischer Musik“ (Schlagzeug) für die nunmehr zwölf Linien-Infanterie-Regimenter fest. Jedes hatte als „Signalisten“ vier Hornisten und 28 „Tambours“, die vom Regimentstambour ausgebildet und geführt wurden. Die vier 1801 aus den Feldjäger-Regimentern aufgestellten Leichten Infanterie-Bataillone (bis 1804 kamen zwei weitere hinzu) erhielten je eine „Harmoniemusik“ (ohne Schlagzeug) von zehn „Hautboisten“ unter der Führung eines Musikmeisters, die Zahl der „Signalisten“ ist im Etat mit zwei Hornisten und 14 Tambours je Bataillon angegeben. Bei den Artillerie-Regimentern wurden die Tambours durch Trompeter ersetzt.
Das am 16. Juli 1814 aufgestellte Regiment Garde du Corps führte neben einem Stabstrompeter auch einen Stabspauker und bei seinen sechs Schwadronen je drei Trompeter. Sie trugen keine Kürasse wie der Rest des Regiments, sondern einen einreihigen Rock mit „gewechselten Farben“, das heißt Kragen und Aufschläge waren in der eigentlich beim Regiment üblichen hellblauen Grundfarbe des Rockes, während der Rock selbst in der hier roten Abzeichenfarbe gehalten war. Durch königliches Reskript vom 10. August 1815 wurden aus den Leichten Infanterie-Bataillone das 12., 15. und 16. Linien-Infanterie-Regiments gebildet, die ebenfalls „Musikbanden mit türkischer Musik“ erhielten.
Am 10. Januar 1818 ordnete Armee-Musikdirektor Wilhelm Legrand folgende Besetzung für die „Musikbanden“ an: „4 Klarinetten in Es, 4 Klarinetten in B, eine Flöte in Es, 2 Fagotte, eine Posaune, ein Serpent, 2 Inventionshörner, 2 Hörner in Es, 2 Trompeten in Es“, dazu je eine kleine und große Trommel, ein Paar Becken und ein „Halbmond“. Mit seinem Reskript vom 1. Juli 1822 befahl König Maximilian I. die „Einführung der Waffenübungen für die königlich bayerische Infanterie“, in dessen Anhang sich zwölf Standard-Märsche, komponiert von Armee-Musikdirektor Wilhelm Legrand befanden, die von den Musikkorps auswendig zu spielen waren. Daneben hatte jeder Verband seinen Bataillons- bzw. Regimentsmarsch, den der jeweilige Kommandeur befahl.
König Ludwig I. setzte am 30. Januar 1826 bei der Neuuniformierung des gesamten Heeres auch für die Musiker eine einfache Uniform unter Wegfall von Schwalbennester, Ärmeltressen usw. fest, verbot die Neuanschaffung der dahin üblichen, zusätzlichen Gala-Uniformen und legte die Anzahl des Musikkorps-Personals auf „einen Musikmeister, 18 Hautboisten, 2 Zugeteilte und einen Musiktambour“ fest. Den „Halbmond“ schaffte er ab. Das Grenadier-Garde-Regiment wurde als Leibregiment in die Linieninfanterie eingereiht, deren 16. Regiment dafür in zwei Jäger-Bataillone umgewandelt wurde. Diese hatten als Signalisten nur mehr Hornisten und keine Trommler.
König Maximilian II. ließ auf Vorschlag des Münchener Obermusikmeisters Peter Streck 1857 das Register der Blechblasinstrumente in den Musikkorps verstärken. Auch verbot er bei Paraden Märsche nach Motiven aus italienischen Opern, bayerische Volkslieder sollten das Trio der Militärmärsche bilden.
König Ludwig II. vermehrte die bayerische Infanterie auf 18 Regimenter und löste dafür acht der inzwischen zehn Jäger-Bataillone auf. Die den Jägern eigentümlichen „Horn-Musiken“ blieben bestehen, wenn die Bataillone an verschiedenen Standorten lagen. Nach der Reichsgründung von 1871 wurde das bayerische Heer zwar anders als die übrigen nichtpreußischen Truppenteile nicht in die preußische Armee integriert, jedoch auch im Bereich der Militärmusik den preußischen Standards weitgehend angeglichen. So setzte Ludwig II. die Anzahl der Hautboisten-Stellen je Regiment auf neun fest. Die 1873 neu aufgestellten Fußartillerie-Regimenter erhielten Musikkorps mit Infanterie-Besetzung.
Im Zuge der Heeresvergrößerung unter Prinzregent Luitpold wuchs 1900 auch die Anzahl der Musikkorps: im Jahre 1914 bestanden 28 Musikkorps mit Infanterie-Besetzung, 24 Trompeterkorps der Kavallerie und fünf Horn-Musiken. Die Trainbataillone und die Luftschiffer-Verbände hatten Musikkorps ohne Musikmeister.

## Uniformen und Rangabzeichen bis 1872
Die Dienstgradabzeichen blieben zwischen 1802 und 1872 nahezu unverändert. Der charakteristische Raupenhelm wurde 1886 durch die preußische Pickelhaube ersetzt. Es blieb jedoch die typische hellblaue Grundfarbe der Infanterie- und Generalsuniformen. Die aufgezählten Uniformmerkmale entsprechen dem Stand um 1867/68, der bis zur Übernahme der Dienstgradabzeichen nach preußischem Vorbild 1872 gültig blieb. Sie beinhalten die wichtigsten Eigentümlichkeiten der bayerischen Armee in jener Zeit.

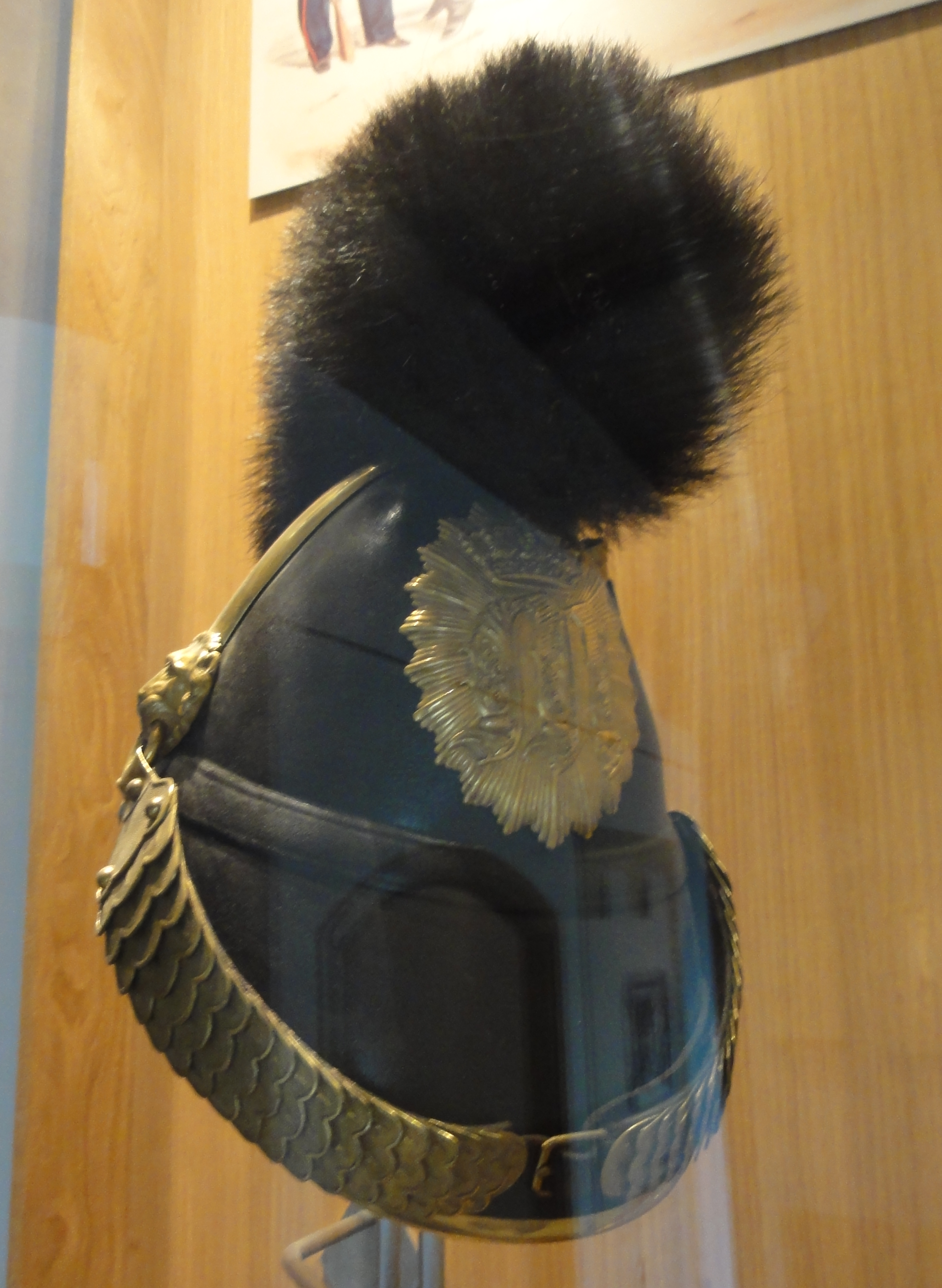
Raupenhelm der bayerischen Armee

 Feldmarschälle und alle Generalsränge trugen eine hellblaue Uniform mit scharlachroten Vorstößen, Krägen und Aufschlägen. Im Sommer waren weiße Hosen erlaubt (jedoch nicht zu Pferde). Die Knöpfe bei Feldmarschällen mit zwei erhaben geprägten, gekreuzten Marschallstäben. Die übrigen Generale Knöpfe ohne Prägung. Als Kopfbedeckung Dreieckshut (eigtl. Zweispitz) mit weiß-blauen Busch aus Hahnenfeder, dazu silberne Sternschleifen und Quasten aus silberner Bouillon und blauer Seide. Alternativ Schirmmütze mit scharlachroten Vorstößen und Silberstickerei. Der Dienstgrad war anhand der Silberstickerei auf Kragen und Aufschlägen zu erkennen: Für den Feldmarschall ein Gewinde von Eichen- und Lorbeerblättern, für den General der Infanterie bzw. Kavallerie und den Feldzeugmeister der Artillerie eine doppelte Reihe aus Laub- und Bandstreifen, der Generallieutenant eine ebensolche einfache Reihe, der Generalmajor nur einfache Zackenstickerei. Als Dienstabzeichen blau-silberne Schärpe aus einem Silberfäden-Seide-Gemisch. Das Säbel-Portepee mit einer Quaste aus silbernen Bouillonfäden und hellblauen Silberfäden, das Band aus Silbergewirk, durchzogen von hellblauen Seidenfäden.
Die Kompanie-Offiziere (Hauptmann bzw. Rittmeister, Oberlieutenant, Unterlieutenant) trugen auf den vorderen Kragenenden 1-3 horizontale Metalltressen (Gold oder Silber, nach der Knopffarbe), die Stabsoffiere (Oberst, Oberlieutenant, Major) zusätzlich am äußeren Kragenrand eine Metallborte. Dazu lederner Raupenhelm mit Beschlägen wie die Mannschaften, aber vergoldet; der Helmkamm aus schwarzem Bärenfell. Alternativ Schirmmütze mit Gold- oder Silberstickerei (nach Knopffarbe). Am Säbel das Portepee der Generale.
Der Junker bzw. „Offiziers-Adspirant erster Klasse“ (sic) Uniform wie Unterleutnant, jedoch ohne Kragentressen oder Dienstabzeichen der Offiziere (Ringkragen), am Degen oder Säbel das Junkersportepee (Quaste aus Silberfäden, das Band aus weißer Seide mit zwei blauen Streifen), die Schirmmütze mit Vorstößen aus Seide (nach Knopffarbe). Der Kadet bzw. „Offiziers-Adspirant zweiter Klasse“ (eingeführt 1868) wie Sergent (sic), jedoch Junkersportepee.
Die Unteroffiziere (Feldwebel bzw. 1. Wachtmeister/Oberjäger/Oberfeuerwerker/Obermeister, Sergent bzw. 2. Wachtmeister/Secondjäger/Feuerwerker/Untermeister, Corporal) 1-3 weiße Wollborten, den äußeren Kragenrand weiß bordiert. Die Mannschaftsdienstgrade Vice-Korporal und Gefreiter trugen 1 Borte, Kragen ohne Einfassung, Vice-Korporal zusätzlich die weiß-blaue Wollquaste der Unteroffiziere am Seitengewehr. Die Unteroffiziere weißlederne Handschuhe, das Säbelgehänge mit einer weiß-blauen Wollquaste, bei dem Feldwebel, Regimentstambour und Stabsprofos aber aus blauem Kamelgarn und Silberfäden. Der Helm beim Feldwebel mit Raupe aus schwarzem Bärenfell (ebenso Musikmeister, Regiments- und Bataillonstamboure, Profosse und Hautboisten), alle anderen die Raupe aus schwarzer Wolle. Ab 1886 trugen alle Dienstgrade Pickelhaube nach preußischem Vorbild. Alternativ, für alle Dienstgrade ab Feldwebel abwärts, hellblaue Schirmmütze mit roten Vorstößen und Stoffkrone in Metallfarbe (der Knopffarbe folgend).